# Almada
Almada é uma cidade portuguesa localizada na Área Metropolitana de Lisboa. Tem uma área urbana de 13,98 km2 e 88.202 habitantes em 2021, donde uma densidade populacional de 6.309 habitantes por km2, sendo a 10.° maior cidade do país.
É sede do município de Almada, que tem uma extensão de 70,21 km2 e 177.400 habitantes em 2021, com uma densidade populacional de 2.525 habitantes por km2, dividindo-se em cinco freguesias. O município é limitado a leste pelo município do Seixal, a sul pelo município de Sesimbra, a oeste pelo Oceano Atlântico e a norte pelo Estuário do Tejo.
O município recebeu foral de Dom Sancho I em 1190. Juntamente com Lisboa, Sintra e Palmela, é uma das mais antigas divisões administrativas da Área Metropolitana de Lisboa. Almada foi elevada à categoria de cidade em 1973, e no seu município encontra-se também a cidade de Costa da Caparica, cujo estatuto atual lhe foi outorgado no ano de 2004.
Possui como principal ponto de interesse o Santuário Nacional de Cristo Rei.

## Freguesias

Freguesias do município de Almada.

O município de Almada está dividido em cinco freguesias, que anteriormente à reforma administrativa de 2013 eram onze:
- Almada, Cova da Piedade, Pragal e Cacilhas (sede)
- Caparica e Trafaria
- Charneca de Caparica e Sobreda
- Costa da Caparica (cidade)
- Laranjeiro e Feijó (urbana)

## Geografia
O município de Almada encontra-se no quadrante norte-ocidental da Península de Setúbal. Este tem como limites, a norte, o Gargalo do Tejo; a sudeste, o concelho do Seixal; e a sul, o concelho de Sesimbra. O seu ponto mais ocidental encontra-se na Cova do Vapor e o mais oriental na Base Naval de Lisboa, junto ao Sapal de Corroios. Cacilhas é a localidade mais setentrional do concelho, enquanto que o ponto mais meridional se encontra na zona da Adiça. O ponto mais alto do concelho, na zona do Raposo, eleva-se em 124,4 m.
Quanto ao seu relevo, o concelho divide-se em duas áreas principais: a superfície de aplanação (parte da plataforma de Belverde) e a aplanação litoral.
A superfície de aplanação compreende as zonas entre Trafaria, Almada, Pragal e Caparica até à linha de cumeadas entre a Sobreda e Charneca, sendo delimitada pela Arriba Fóssil da Costa da Caparica e pelas escarpas que confrontam e acompanham o Gargalo do Tejo e os municípios da margem norte do rio (as costeiras ribeirinhas, um dos seus principais elementos da paisagem). Nela, o terreno apresenta-se mais ondulado a nordeste, moderando a sua rugosidade em direção a sudoeste. A cota também decresce para sul e para o interior do concelho (onde se atingem os 60 a 80 m de cota), sendo esta tendência interrompida pela linha de cumeadas Lazarim–Capuchos (cujas alturas máximas são de 90 a 100 m). A nascente, em direção ao Mar da Palha, as suas cotas descem igualmente até atingirem máximos de 30 a 40 m. Por sua vez, estas escarpas são rasgadas por valas criadas pelas linhas de drenagem que vão desaguar no Tejo.
A segunda corresponde à planície litoral da Costa da Caparica, que não excede os 11 metros de cota altimétrica. Apresenta maior largura a norte, constringindo-se gradualmente em direção a sul. A nascente, é delimitada longitudinalmente pela Arriba Fóssil da Costa da Caparica, que também dimunui de altitude em direção a meridião.
O interstício entre as zonas mais altas do concelho é preenchido por uma zona depressionária marcada pelas principais linhas de água do território de Almada.
Os declives mais elevados encontram-se nas duas arribas já mencionadas. Na Frente Ribeirinha Norte (nas vertentes de Arealva, Cristo Rei, Banática, Montalvão e Porto do Buxo) os declives superam os 50%. No reverso destas, as vertentes são medianamente abruptas e apresentam declives entre 5% e 16%. Entre Cacilhas, Margueira e Cova da Piedade surge uma faixa plana com declives inferiores a 5%, graças às aluviões da Vala do Caramujo e aos aterros aí construídos. A Arriba Fóssil possui declives geralmente superiores a 25%, com troços onde estes superam os 50% e com um perfil quase vertical a norte. No seu sopé, a planície costeira apresenta um declive máximo de 12%, superiores a sul da Foz do Rego devido à existência de dunas. A zona sul da plataforma litoral (Aroeira) apresenta declives insignificantes.

Para o interior (já na superfície de aplanação, numa faixa entre Cacilhas, Pragal, Costas de Cão, Murfacém e Palhais) as encostas aí presentes possuem pendentes de declives muito diversos mas que variam entre médios a acentuados (entre 5% e 16%).

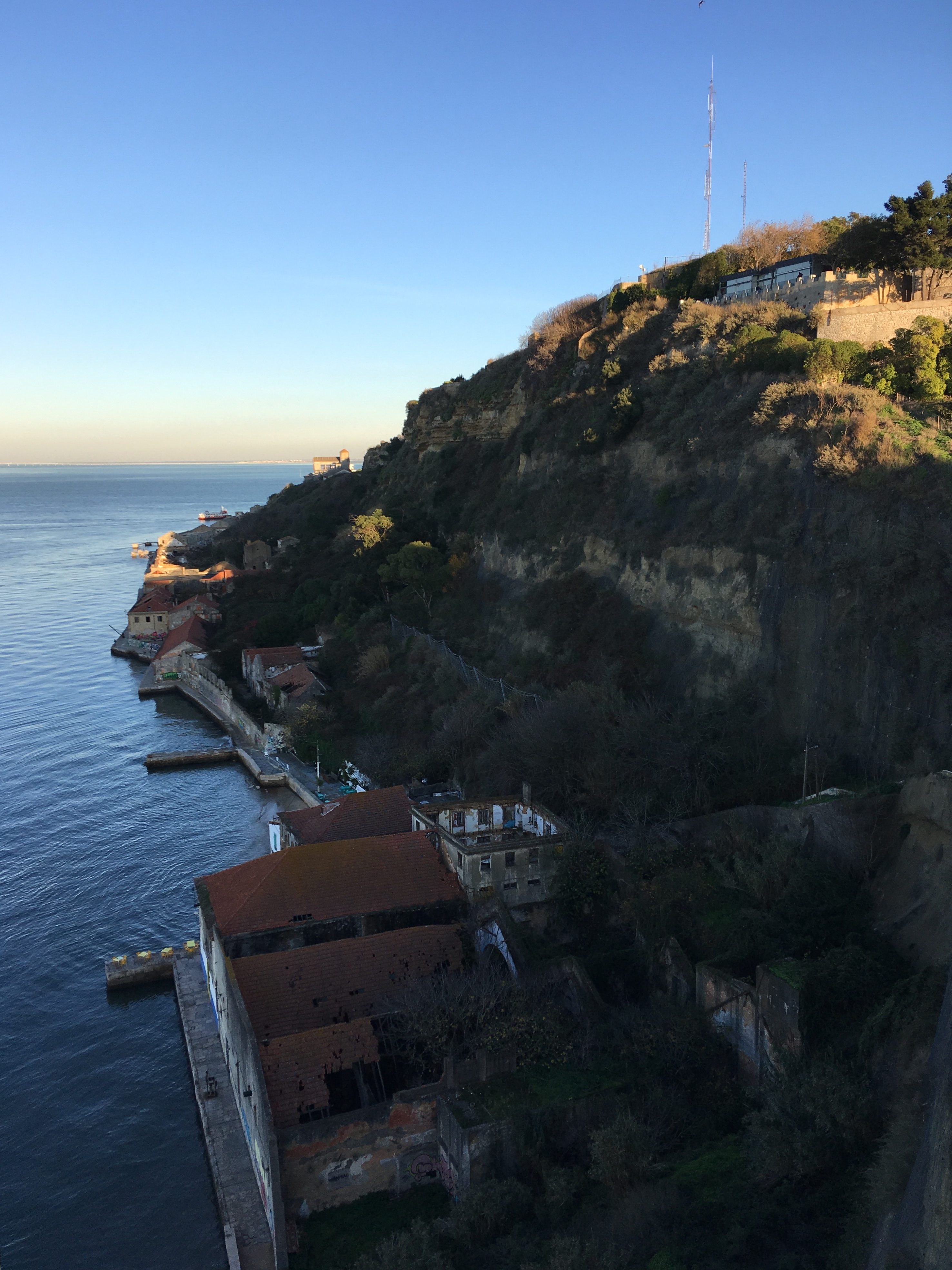
Aspeto da costeira ribeirinha, Ginjal.
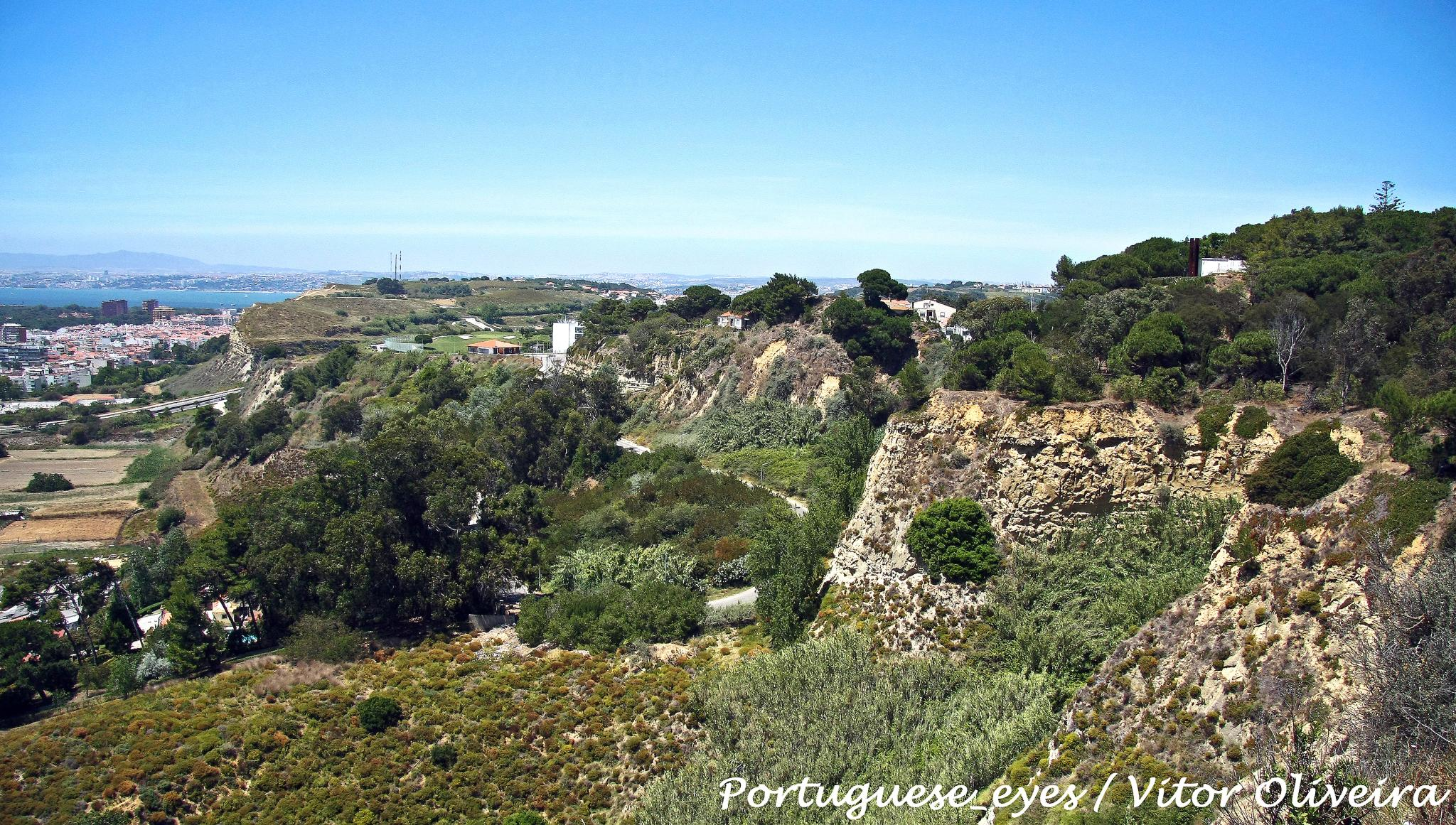
Arriba Fóssil da Costa da Caparica
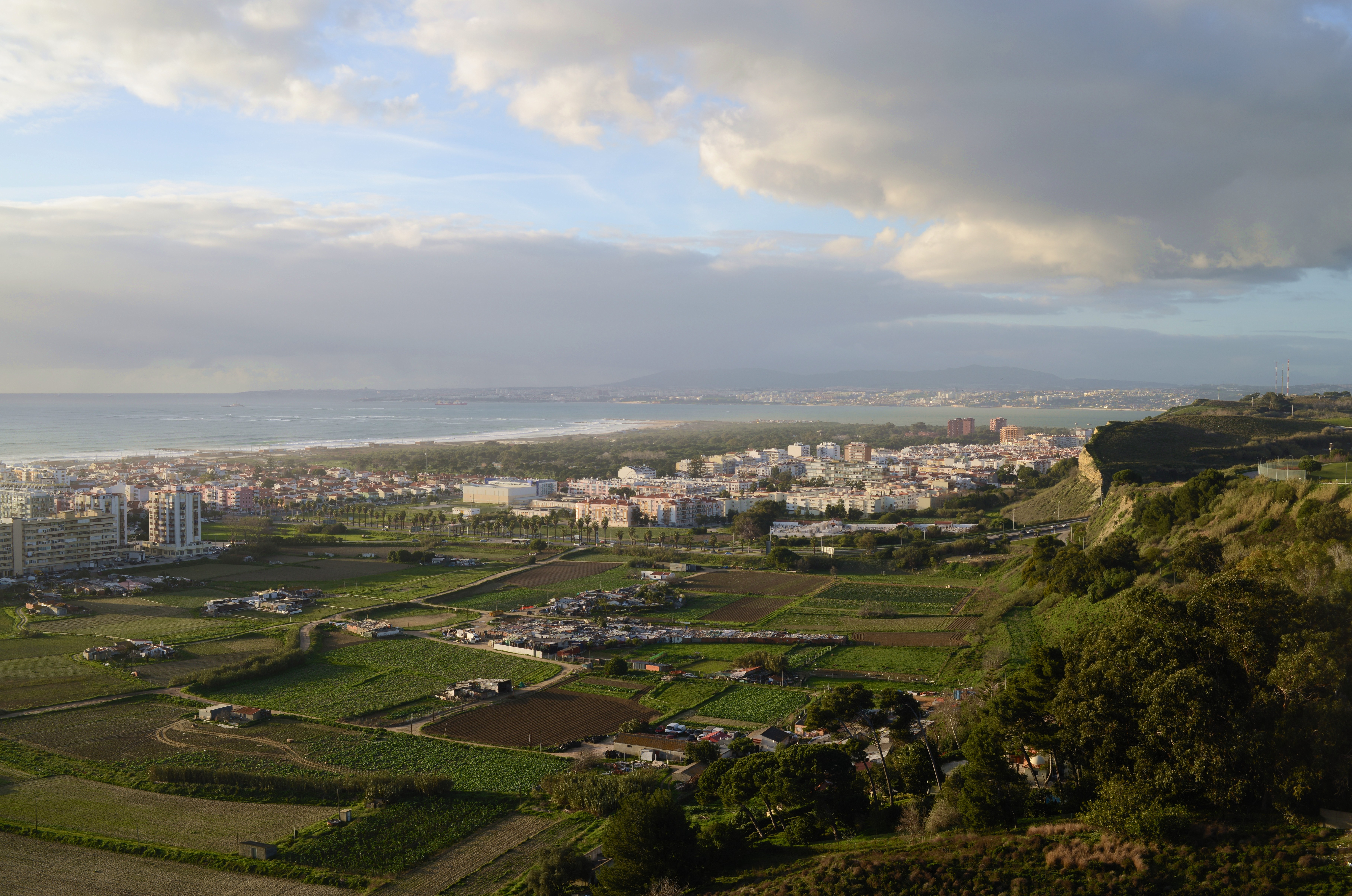
Planície litoral, Costa da Caparica.
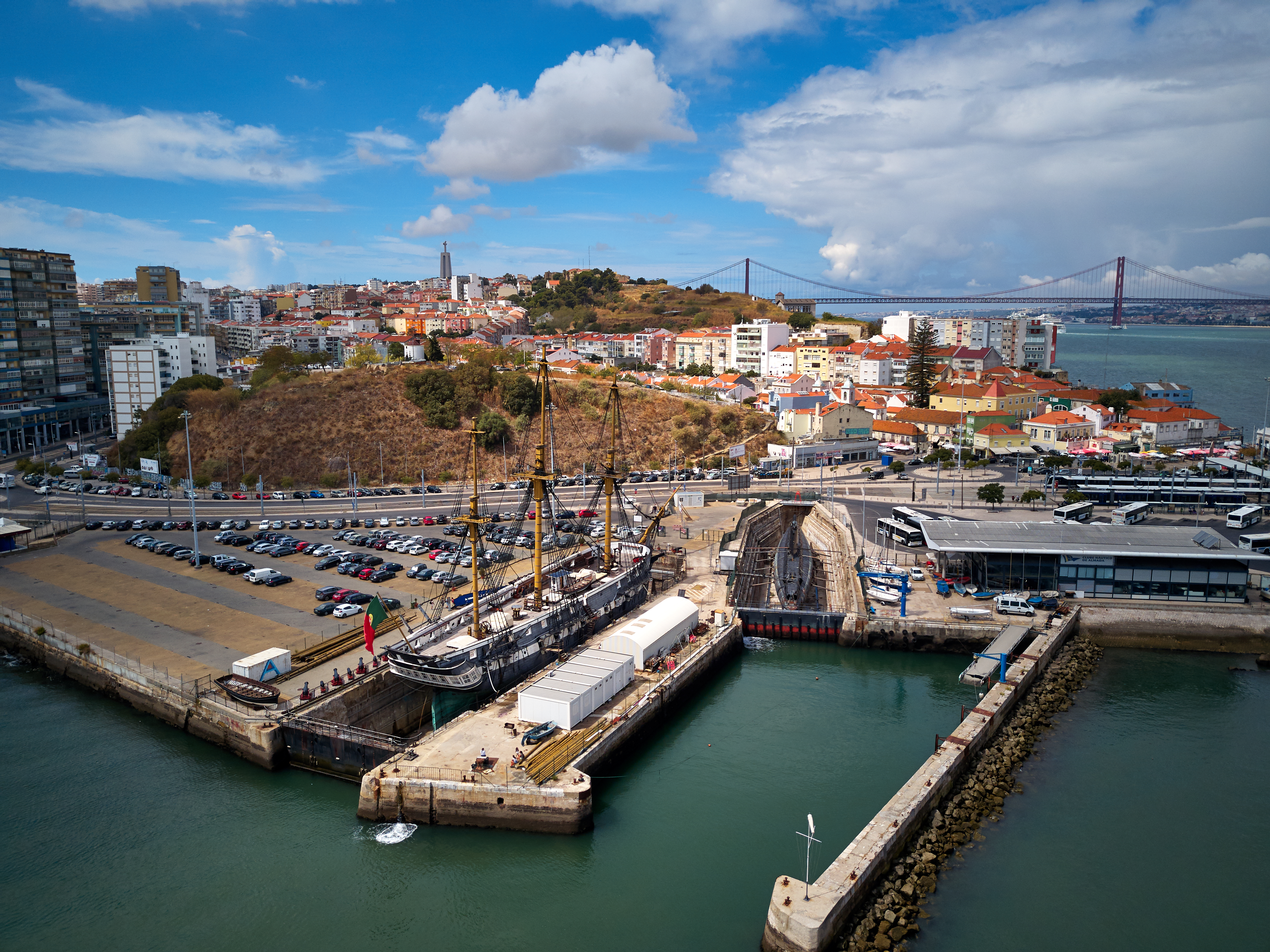
Cacilhas e Margueira, zona ganha ao Tejo através de aterros e cujas escarpas viradas para o Mar da Palha são menos pronunciadas.
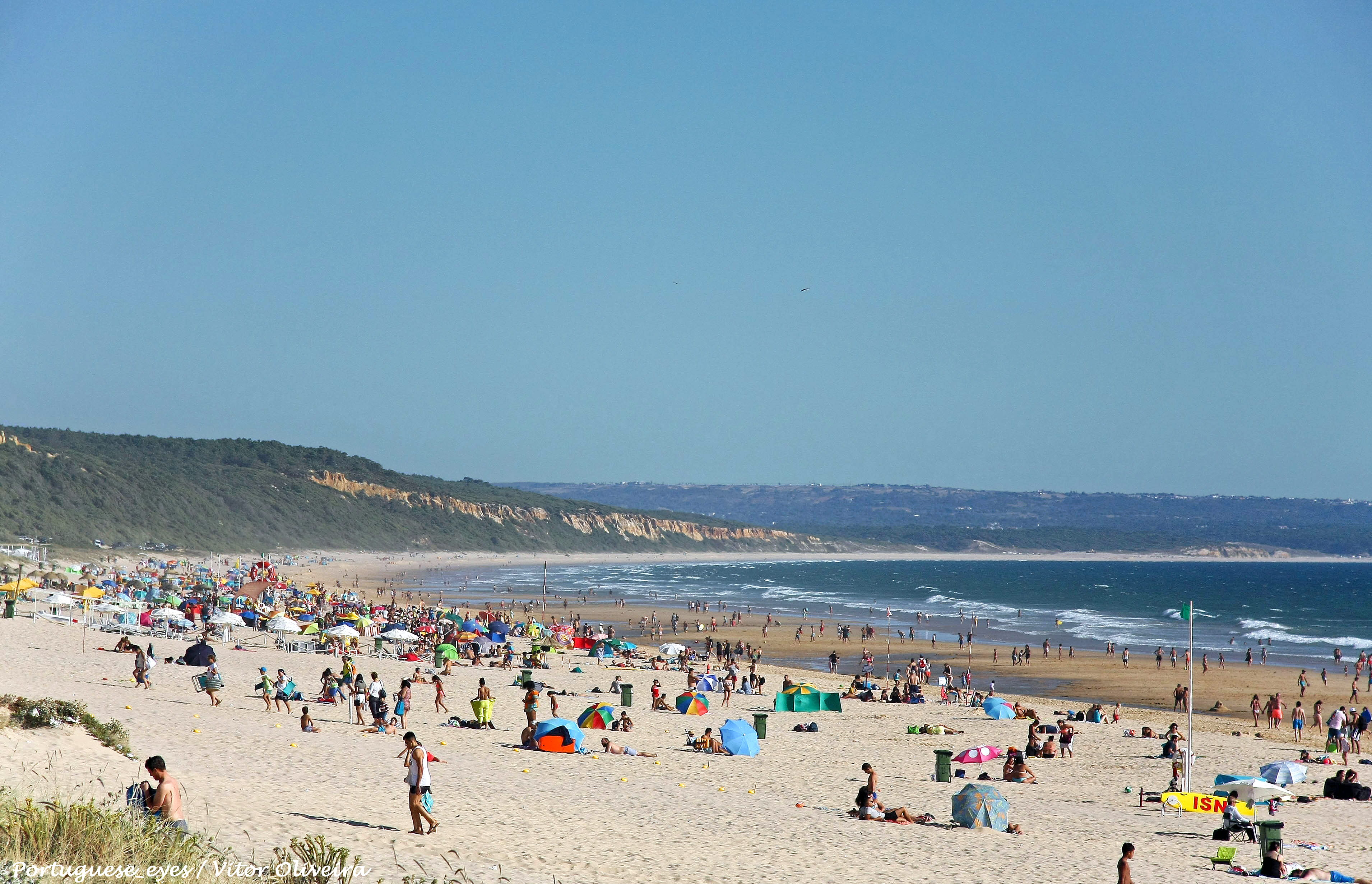
Vista para o extremo sul do concelho, Fonte da Telha.

### Hidrografia

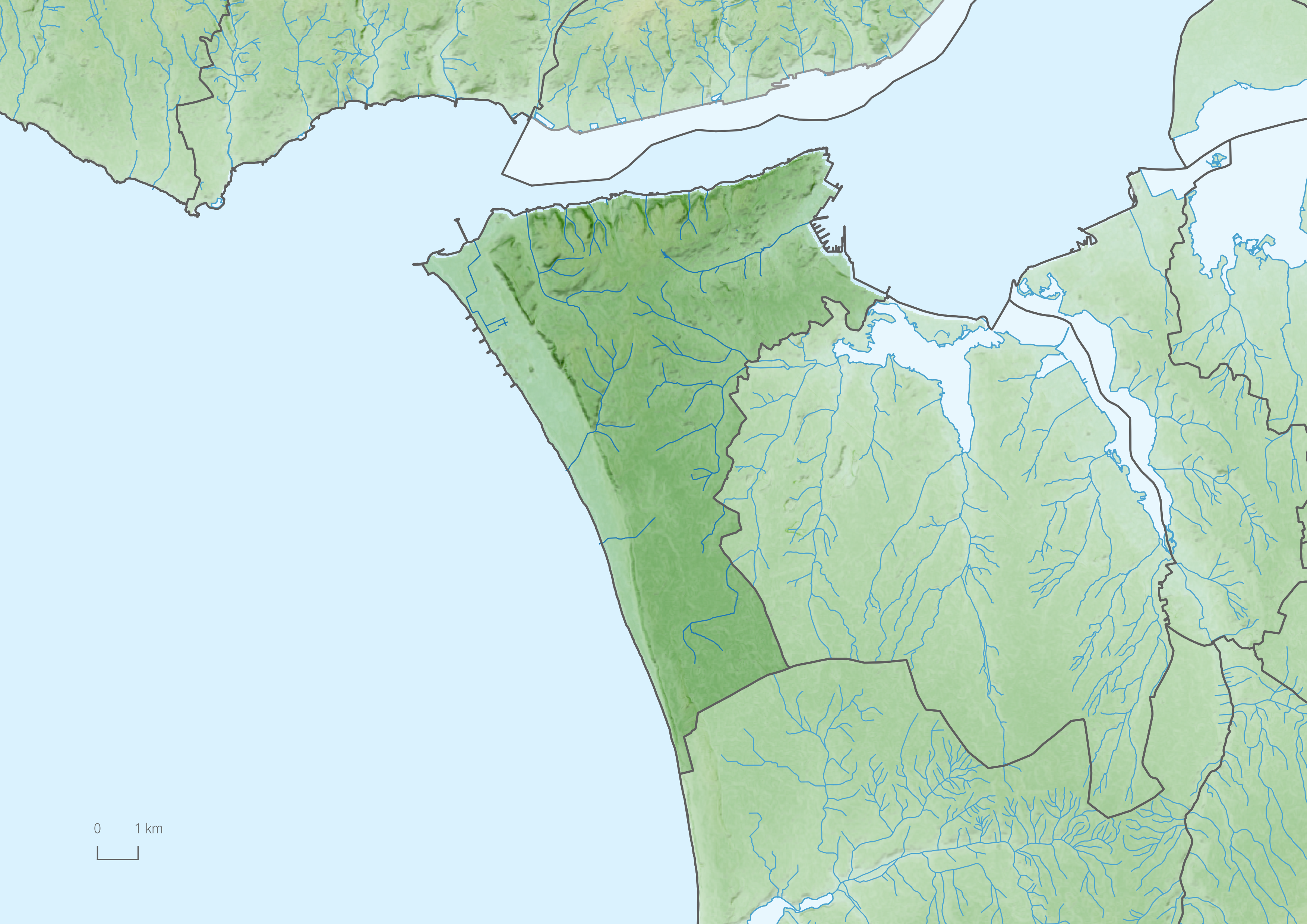
Relevo e hidrografia do município de Almada.

Almada apresenta um contacto privilegiado com o meio hídrico, devido à presença de vários recursos desta índole: a passagem do Tejo a norte e nordeste, bem como a proximidade ao Estuário do Tejo; a sua extensa costa atlântica; à rede hidrográfica existente; e à presença de dois aquíferos (Miocénico e o Plio-Plistocénico), parte do Sistema Aquífero da Bacia do Tejo-Sado. O seu território insere-se na Região Hidrográfica do Tejo, situando-se na margem esquerda da Bacia do Baixo Tejo. A norte do concelho, a rede hidrográfica adquire especial importância por marcar a orografia desses territórios, sendo que as linhas de festo constituem importantes pontos de vista sobre a cidade de Lisboa e sobre o rio Tejo.

#### Linhas de água
Em Almada, a dispersão geográfica dos talvegues depende principalmente das características geológicas e morfológicas, dos declives e da capacidade de infiltração das litologias atravessadas. Assim, podem ser agrupados nas seguintes categorias:
- associados a vales encaixados nas arribas que drenam diretamente para o Tejo;
- aqueles que atravessam transversalmente o concelho;
- as linhas de água que drenam para a planície litoral da Costa da Caparica e se infiltram no material arenoso aí existente;

As várias linhas de água que percorrem o concelho apresentam um caudal reduzido e de regime intermitente, alimentados pela precipitação e pelas águas subterrâneas. A densidade e dimensão das linhas de água é maior a norte do concelho, onde a morfologia do terreno e as litologias não permite a infiltração dos escoamentos superficiais. Aqui, percorrem vales mais entalhados e encaixados, que condicionam o seu traçado, visto que o terreno é mais acidentado. São disso exemplo as linhas de água da Frente Ribeirinha Norte, que desaguam no Tejo através de vales bem escavados e perpendiculares ao rio. Já a sul, os leitos das linhas de água são muito pouco encaixados devido, novamente, à morfologia do terreno e percorrem litologias que potenciam a infiltração.
As bacias hidrográficas do concelho encontram-se mais desenvolvidas para o interior do concelho, drenando preferencialmente para o Estuário do Tejo e, excecionalmente, para o Atlântico. Aqui, a rede hidrográfica está condicionada principalmente pelas litologias e pela ação antrópica. Em Almada, foram definidas sete sub-bacias hidrográficas, associdadas aos principais cursos de água:
- Bacia Marginal Norte
- Bacia Litoral Oeste
- Bacia da Vala do Caramujo ou do Alfeite
- Bacia da Vala da Enxurrada ou da Trafaria
- Bacia da Vala da Sobreda ou de Corroios e Santa Marta
- Bacia da Ribeira do Rego
- Lagoa de Vale de Cavala

A norte, são de relevância as Valas do Caramujo, Guarda-Mor, Sobreda e Regateira; no interior as três últimas; e a sul a Ribeira da Foz do Rego e a Vala da Charneca.

## Etimologia
A designação de Almada pensa-se que possa ser proveniente da palavra árabe المعدن (transliteração:al-ma'adan), «a mina», pelo motivo de que, aquando do domínio árabe da Península Ibérica, os árabes procediam à exploração do jazigo de ouro da Adiça, no termo do concelho.
O Padre António Carvalho da Costa, na página 309 do vol. 3.º da sua "Corografia Portuguesa", obra publicada entre 1706 e 1712, quando se refere à "Vila de Almada", diz que esta: "foi doada por D. Afonso Henriques em 1147. Chamaram-lhe primeiro VIMADEL, que significa "povoação de todos". Depois chamou-se Almada por ser conquistada aos mouros por um cavaleiro deste apelido".

## História

### Origens
Os primeiros registos arqueológicos em Almada remontam o período Neolítico, há cerca de 5 mil anos. Este foi um ponto de passagem de Fenícios, Gregos e Romanos.
A sua localização na ponta noroeste da Península de Setúbal, em frente a Lisboa e à margem do Tejo, fez de Almada um ponto estratégico militar para a defesa e vigilância das rotas comerciais da região. O estuário do Tejo começou a ser um cruzamento de embarcações que faziam trocas de mercadorias como por exemplo: farinha, fruta, peixe, vinho, etc. Cacilhas era um dos principais portos da Península Ibérica.

### Almada Medieval

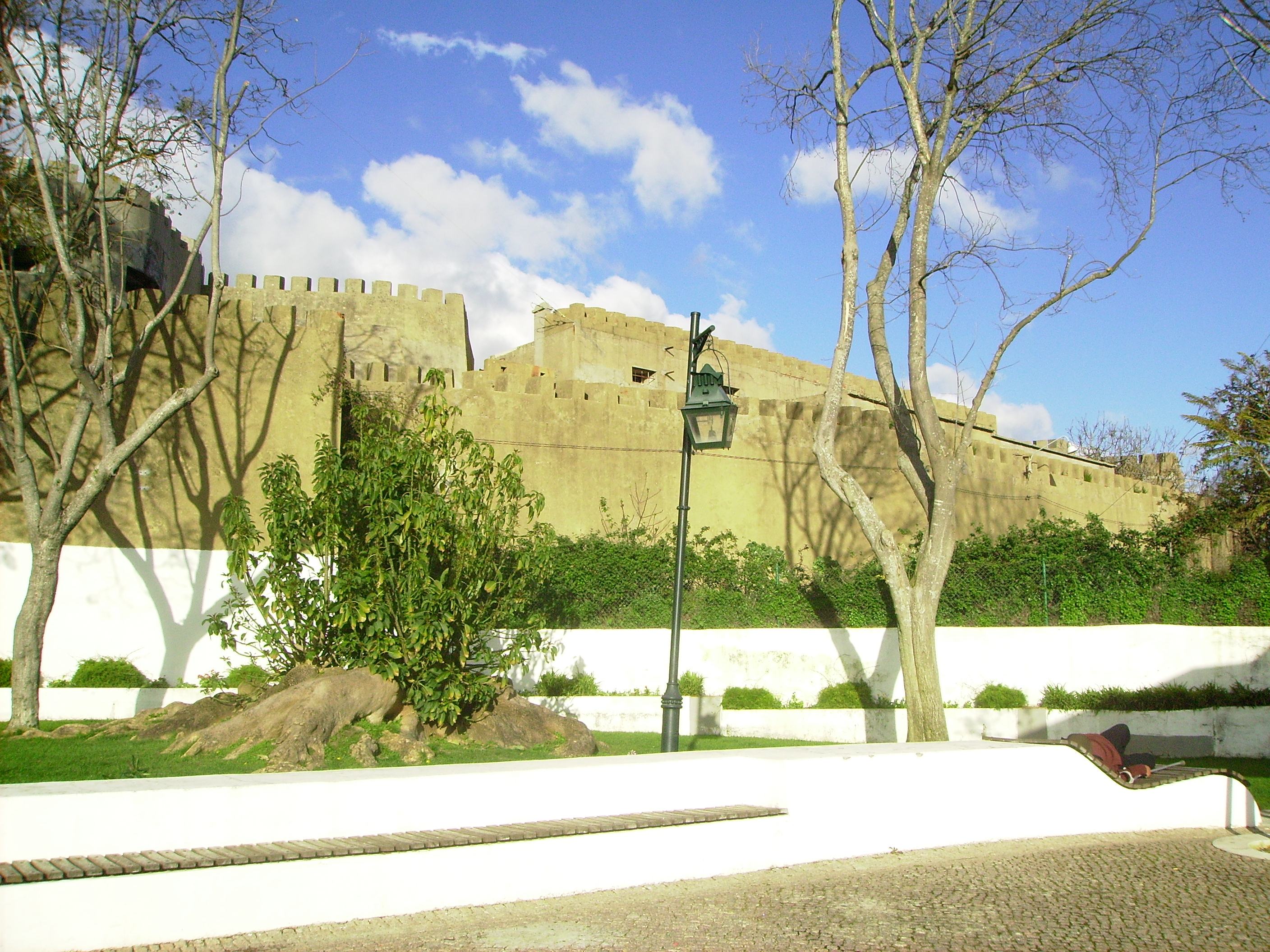
As muralhas do Castelo de Almada.

Em 1147, D. Afonso Henriques, com o auxílio das cruzadas vindas dos países do norte da Europa conquista Almada, uma das principais praças militares árabes a sul do Tejo. Em 1147, a queda do Império Almorávida com a conquista de Marraquexe pelos Almóadas, facilitou a conquista de Lisboa pelo Reino de Portugal com a ajuda dos cruzados. Os cristãos também atacaram Almada, mas o Califado Almóada contra-atacou e recuperou a região, passando o estuário do Tejo a dividir os dois estados. 
Em 1191, D. Sancho I conquistou Alcácer do Sal e consecutivamente Almada, que passou a integrar o Reino de Portugal, atribuída à Ordem de Santiago. D. Sancho I concede o primeiro foral extensivo a cristãos e homens livres que viviam na vila e seu termo. Este primeiro foral manteve-se praticamente inalterável até ao século XVI.
A 1 de Dezembro 1297, El-Rei D. Dinis negoceia com a Ordem de Santiago e incorpora Almada nos Bens da Coroa em troca de outras vilas a sul do Tejo. Data desta troca a primeira delimitação oficial do território do concelho que abrangia sensivelmente os atuais concelhos de Almada e Seixal.
Em 1384, aquando do Interregno, Almada foi cercada pelas tropas castelhanas de D. João I de Castela. A população refugia-se dentro dos muros do Castelo de Almada onde, impedida de aceder à Fonte da Pipa (principal ponto de abastecimento de água potável), se vê enfraquecida pela sede: os moradores veem-se obrigados a ingerir a própria urina e a amassar pão com vinho. Almada acaba por render-se.

### Era das Navegações

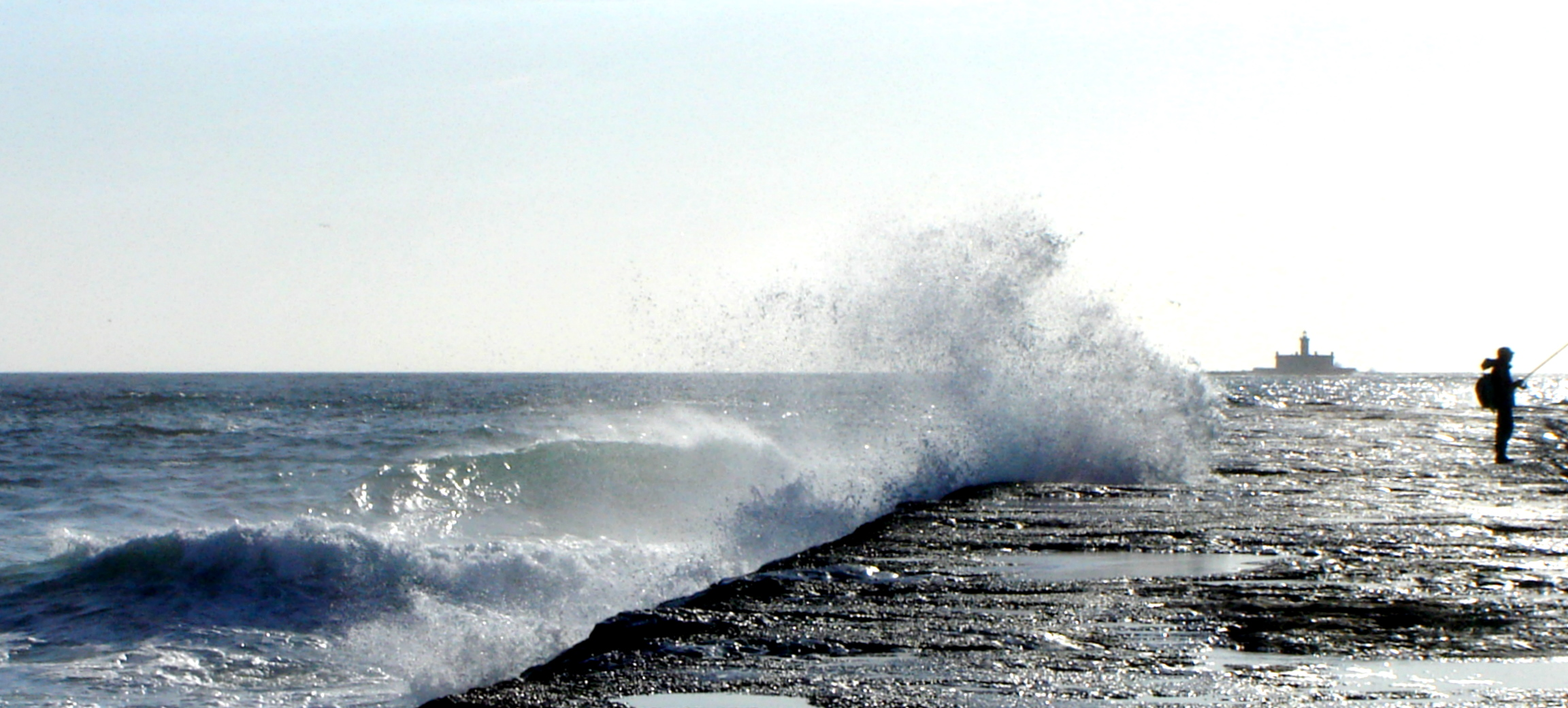
Mar bravio no pontão da Cova do Vapor (com o Forte de São Lourenço e Farol do Bugio ao fundo).

Em 1513, D. Manuel I atribui a Almada novo Foral, que proporciona transformações económicas, sociais e políticas. As primeiras referências da população e das freguesias de Almada começam a ser registadas em documentos cadastrais.
O Termo de Almada adquiriu uma expressão significativa aquando da expansão marítima portuguesa, sendo parte integrante da zona de influência económica de Lisboa.
O Terramoto de 1755 provocou grandes danos em Almada. Quase todas as casas nobres ruíram, assim como as casas do povo. Milhares de pessoas morreram, ficaram feridas ou desalojadas. O património monumental com séculos de história também ruiu.

### Almada industrializada e Associativa — Do século XIX a 1973

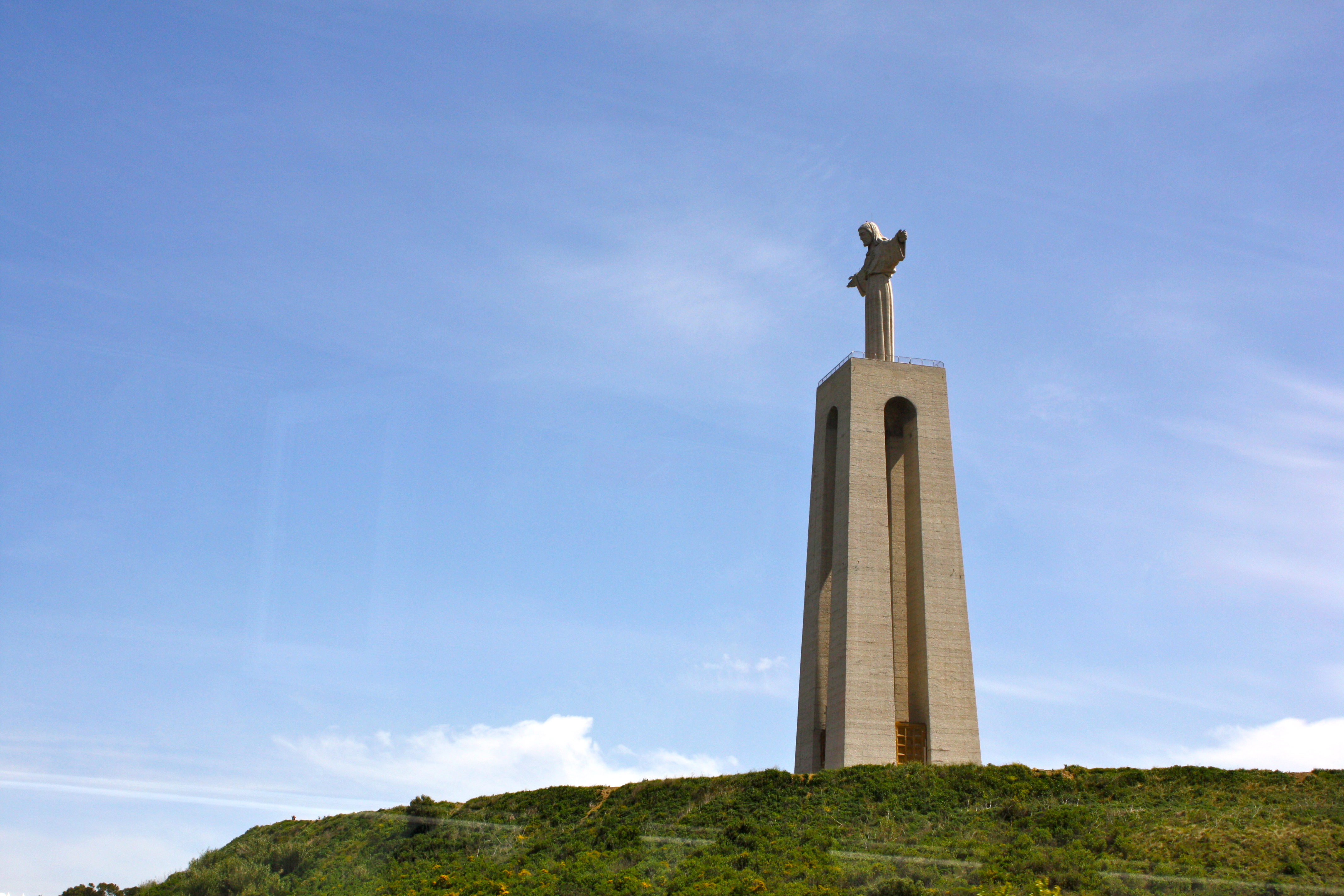
O Santuário Nacional de Cristo Rei simboliza a profunda identidade cristã da cidade de Almada e de todo o país.

Por volta do século XIX, o concelho de Almada altera-se como consequência de vários tipos de indústria, nomeadamente na área da tecelagem, da indústria naval, moagem e cortiça.
Devido à união de duas características como o sector industrial e a disposição geográfica da cidade, Almada tornou-se um ponto de fixação da população.
A 4 de Outubro de 1910 desenvolve-se a antecipação da proclamação da república neste concelho. Sendo dos primeiros concelhos a destacar-se nesta afirmação política.
Em finais dos anos 40 até início dos anos 70, há um aumento abrupto do fluxo migratório devido à procura de emprego e de habitação, criando grandes mudanças no concelho, e consequentemente afetando os transportes, urbanismo e vida sociocultural.

### Almada infraestruturada — De 1974 a 1989
A 21 de Junho de 1973, devido ao desenvolvimento das infraestruturas e à evolução urbanística, Almada passa de vila a cidade — pelo Dec. Lei nº 308/73 de 16 de Junho.
Com o 25 de Abril de 1974, inicia-se uma nova fase na história de Almada. Com o fim do regime ditatorial do Estado Novo os cidadãos passaram a poder organizar-se e discutir os problemas locais.
Em Dezembro de 1976 realizam-se as primeiras eleições autárquicas.
A evolução da cidade e das suas infraestruturas continuam num esforço de cobrir todas as necessidades básicas dos munícipes. Desde a evolução do saneamento básico, à ampliação das redes de água e esgotos, ao desenvolvimento do Ensino, conceção de projetos de intervenção social, até à introdução de arte pública.

### Almada desenvolvida — década de 90
É na década de 90 a cidade de Almada sofre um importante desenvolvimento ao nível das suas principais infraestruturas: ampliação das principais redes de abastecimento de água e saneamento, incluído as primeiras estações de tratamento de água; investimento nas redes de transportes; expansão da Faculdade de Ciência e Tecnologia, do Instituto Piaget e a entrada em funcionamento do Instituto Superior de Ciências da Saúde e da Escola Egas Moniz.
Tem início a primeira fase de um programa de habitação social, com mais de um milhar de habitações e o realojamento e inserção de famílias.
Na área da mobilidade é a altura da entrada em funcionamento do comboio da ponte e do avanço da luta pelo Metro Sul do Tejo. Os anos 90 correspondem a uma acelerada transformação em todos os campos da vida local, individual e colectiva.

## Evolução da população do município
| Número de habitantes | Número de habitantes | Número de habitantes | Número de habitantes | Número de habitantes | Número de habitantes | Número de habitantes | Número de habitantes | Número de habitantes | Número de habitantes | Número de habitantes | Número de habitantes | Número de habitantes | Número de habitantes | Número de habitantes | Número de habitantes |
| -------------------- | -------------------- | -------------------- | -------------------- | -------------------- | -------------------- | -------------------- | -------------------- | -------------------- | -------------------- | -------------------- | -------------------- | -------------------- | -------------------- | -------------------- | -------------------- |
| 1864                 | 1878                 | 1890                 | 1900                 | 1911                 | 1920                 | 1930                 | 1940                 | 1950                 | 1960                 | 1970                 | 1981                 | 1991                 | 2001                 | 2011                 | 2021                 |
| 10 192               | 11 896               | 13 530               | 15 764               | 18 076               | 20 291               | 23 694               | 29 546               | 43 768               | 70 968               | 107 575              | 147 690              | 151 783              | 160 825              | 174 030              | 177 238              |

(Obs.: Número de habitantes "residentes", ou seja, que tinham a residência oficial neste município à data em que os censos se realizaram.)
| Número de habitantes por grupo etário | Número de habitantes por grupo etário | Número de habitantes por grupo etário | Número de habitantes por grupo etário | Número de habitantes por grupo etário | Número de habitantes por grupo etário | Número de habitantes por grupo etário | Número de habitantes por grupo etário | Número de habitantes por grupo etário | Número de habitantes por grupo etário | Número de habitantes por grupo etário | Número de habitantes por grupo etário | Número de habitantes por grupo etário | Número de habitantes por grupo etário |
| ------------------------------------- | ------------------------------------- | ------------------------------------- | ------------------------------------- | ------------------------------------- | ------------------------------------- | ------------------------------------- | ------------------------------------- | ------------------------------------- | ------------------------------------- | ------------------------------------- | ------------------------------------- | ------------------------------------- | ------------------------------------- |
|                                       | 1900                                  | 1911                                  | 1920                                  | 1930                                  | 1940                                  | 1950                                  | 1960                                  | 1970                                  | 1981                                  | 1991                                  | 2001                                  | 2011                                  | 2021                                  |
| 0-14 Anos                             | 5 197                                 | 6 036                                 | 6 435                                 | 7 820                                 | 9 358                                 | 11 078                                | 18 787                                | 27 340                                | 35 248                                | 26 964                                | 22 662                                | 25 583                                | 24 219                                |
| 15-24 Anos                            | 2 838                                 | 3 280                                 | 4 228                                 | 4 590                                 | 5 306                                 | 9 159                                 | 10 588                                | 16 190                                | 22 387                                | 23 864                                | 21 655                                | 17 667                                | 18 681                                |
| 25-64 Anos                            | 7 215                                 | 7 922                                 | 8 706                                 | 10 468                                | 12 903                                | 21 169                                | 38 107                                | 57 900                                | 78 169                                | 83 160                                | 89 563                                | 95 055                                | 92 153                                |
| = ou > 65 Anos                        | 721                                   | 788                                   | 819                                   | 1 079                                 | 1 507                                 | 2 104                                 | 3 486                                 | 6 145                                 | 11 886                                | 17 795                                | 26 945                                | 35 725                                | 42 185                                |
| > Id. desconh                         | 13                                    | 85                                    | 211                                   | 37                                    | 146                                   |                                       |                                       |                                       |                                       |                                       |                                       |                                       |                                       |

(Obs: De 1900 a 1950 os dados referem-se à população "de facto", ou seja, que estava presente no município à data em que os censos se realizaram. Daí que se registem algumas diferenças relativamente à designada população residente)

## Vista panorâmica da cidade de Almada

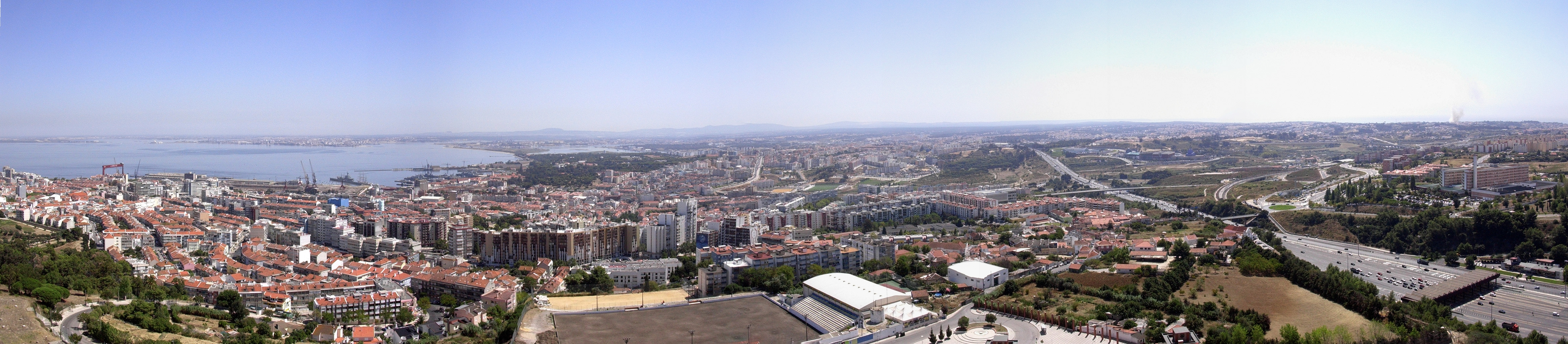
Panorâmica da cidade de Almada, de sudeste para sudoeste, vista a partir do topo do monumento do Santuário Nacional de Cristo Rei.

## Política
Ver artigo principal: Câmara Municipal de Almada

### Eleições autárquicas[12]
| Data | %            | V            | %     | V     | %      | V      | %       | V       | %      | V      | %          | V          | %              | V  | %              | V      | %              | V       | %              | V   | %              | V   | %              | V | %        | V        | %    | V  | %       | V       | %       | V       | %   | V   | %              | V        | %   | V    | %     | V     | %   | V   | %   | V   | %   | V   | %   | V   | Participação |                |
| Data | FEPU/APU/CDU | FEPU/APU/CDU | PS    | PS    | GDUP   | GDUP   | PPD/PSD | PPD/PSD | CDS-PP | CDS-PP | PCTP/ MRPP | PCTP/ MRPP | AD             | AD | UDP/BE         | UDP/BE | PPM            | PPM     | PRD            | PRD | PAN            | PAN | E              | E | PSD/ CDS | PSD/ CDS | CH   | CH | IL      | IL      | A       | A       | MPT | MPT | PCP (ml)       | PCP (ml) | LCI | LCI  | OCMLP | OCMLP | FER | FER | PSR | PSR | PLD | PLD | PTP | PTP | Participação |                |
| ---- | ------------ | ------------ | ----- | ----- | ------ | ------ | ------- | ------- | ------ | ------ | ---------- | ---------- | -------------- | -- | -------------- | ------ | -------------- | ------- | -------------- | --- | -------------- | --- | -------------- | - | -------- | -------- | ---- | -- | ------- | ------- | ------- | ------- | --- | --- | -------------- | -------- | --- | ---- | ----- | ----- | --- | --- | --- | --- | --- | --- | --- | --- | ------------ | -------------- |
| Data | 1976         | 42,59        | 6     | 33,73 | 4      | 7,12   | 1       | 6,20    | -      | 6,01   | -          | 1,25       | -              |    |                |        |                |         |                |     |                |     |                |   |          |          |      |    |         |         |         |         |     |     |                | 0,53     | -   | 0,13 | -     |       |     |     |     |     |     |     |     |     |              | 62,30 / 100,00 |
| 1979 | 47,57        | 6            | 21,42 | 2     |        |        | AD      | AD      | AD     | AD     |            |            | 26,30          | 3  | 3,25           | -      | AD             | AD      |                |     | PSR            | PSR | 73,62 / 100,00 |   |          |          |      |    |         |         |         |         |     |     |                |          |     |      |       |       |     |     |     |     |     |     |     |     |              |                |
| 1982 | 48,96        | 6            | 26,02 | 3     | 0,45   | -      | AD      | AD      | AD     | AD     | 20,06      | 2          | 1,83           | -  | 0,13           | -      | AD             | AD      | 73,70 / 100,00 |     | PSR            | PSR |                |   |          |          |      |    |         |         |         |         |     |     |                |          |     |      |       |       |     |     |     |     |     |     |     |     |              |                |
| 1985 | 49,52        | 6            |       |       | 34,22  | 4      |         |         | 0,54   | -      |            |            |                |    |                |        | 12,13          | 1       |                |     | PSR            | PSR | 61,68 / 100,00 |   |          |          |      |    |         |         |         |         |     |     |                |          |     |      |       |       |     |     |     |     |     |     |     |     |              |                |
| 1989 | 39,07        | 5            | 33,03 | 4     | 21,45  | 2      | 1,75    | -       | 1,27   | -      |            |            | 0,26           | -  | 53,39 / 100,00 |        |                |         |                |     | PSR            | PSR |                |   |          |          |      |    |         |         |         |         |     |     |                |          |     |      |       |       |     |     |     |     |     |     |     |     |              |                |
| 1993 | 45,34        | 6            | 30,02 | 3     | 17,76  | 2      | 3,71    | -       |        |        |            |            | 56,68 / 100,00 |    |                |        |                |         |                |     | PSR            | PSR |                |   |          |          |      |    |         |         |         |         |     |     |                |          |     |      |       |       |     |     |     |     |     |     |     |     |              |                |
| 1997 | 45,90        | 6            | 31,09 | 4     | 13,83  | 1      | 1,93    | -       | 1,22   | -      | 1,34       | -          | 0,53           | -  | 51,94 / 100,00 |        |                |         |                |     | PSR            | PSR |                |   |          |          |      |    |         |         |         |         |     |     |                |          |     |      |       |       |     |     |     |     |     |     |     |     |              |                |
| 2001 | 41,41        | 6            | 27,05 | 3     | 17,43  | 2      | 4,31    | -       | 2,23   | -      | 2,82       | -          | BE             | BE | BE             | BE     | 46,81 / 100,00 |         |                |     |                |     |                |   |          |          |      |    |         |         |         |         |     |     |                |          |     |      |       |       |     |     |     |     |     |     |     |     |              |                |
| 2005 | 42,32        | 6            | 25,63 | 3     | 17,58  | 2      |         |         | 1,39   | -      | 7,03       | -          | BE             | BE | BE             | BE     | 0,50           | -       | 48,13 / 100,00 |     |                |     |                |   |          |          |      |    |         |         |         |         |     |     |                |          |     |      |       |       |     |     |     |     |     |     |     |     |              |                |
| 2009 | 38,67        | 5            | 23,86 | 3     | 15,42  | 2      | 5,31    | -       | 4,55   | -      | 7,81       | 1          | BE             | BE | BE             | BE     |                |         | 0,47           | -   | 48,31 / 100,00 |     |                |   |          |          |      |    |         |         |         |         |     |     |                |          |     |      |       |       |     |     |     |     |     |     |     |     |              |                |
| 2013 | 38,73        | 6            | 25,72 | 3     | 13,93  | 2      | 2,48    | -       | 2,20   | -      | 5,36       | -          | BE             | BE | BE             | BE     | 2,32           | -       |                |     | 0,51           | -   | 40,53 / 100,00 |   |          |          |      |    |         |         |         |         |     |     |                |          |     |      |       |       |     |     |     |     |     |     |     |     |              |                |
| 2017 | 30,81        | 4            | 31,28 | 4     | 14,07  | 2      | 2,78    | -       | 1,82   | -      | 9,63       | 1          | BE             | BE | BE             | BE     | 3,89           | -       | 0,44           | -   | 0,28           | -   | 44,27 / 100,00 |   |          |          |      |    |         |         |         |         |     |     |                |          |     |      |       |       |     |     |     |     |     |     |     |     |              |                |
| 2021 | 29,69        | 4            | 39,87 | 5     | CDS-PP | CDS-PP | PPD/PSD | PPD/PSD |        |        | 6,83       | 1          | BE             | BE | BE             | BE     | PSD/CDS        | PSD/CDS | 2,29           | -   |                |     | 10,71          | 1 | 5,63     | -        | 1,97 | -  | PSD/CDS | PSD/CDS | PSD/CDS | PSD/CDS |     |     | 46,56 / 100,00 |          |     |      |       |       |     |     |     |     |     |     |     |     |              |                |

#### Câmara Municipal
O município de Almada é administrado por uma Câmara Municipal composta por 11 vereadores. Em 2017, Inês de Medeiros, do Partido Socialista venceu a câmara de Almada à CDU, que governava o município desde as primeiras eleições pós-25 de Abril. Em 2021, Inês de Medeiros renovou esse mandato.

### Eleições legislativas
| Data | %    | %     | %     | %     | %     | %        | %     | %     | %    | %     | %    | %   | %       | % | %  | %  |  |
| Data | PCP  | PS    | PSD   | CDS   | UDP   | APU/ CDU | AD    | FRS   | PRD  | PSN   | BE   | PAN | PSD CDS | L | CH | IL |  |
| ---- | ---- | ----- | ----- | ----- | ----- | -------- | ----- | ----- | ---- | ----- | ---- | --- | ------- | - | -- | -- |  |
| Data | 1976 | 38,46 | 35,58 | 8,96  | 6,37  | 3,25     |       |       |      |       |      |     |         |   |    |    |  |
| 1979 | APU  | 23,38 | AD    | AD    | 4,40  | 41,54    | 25,42 |       |      |       |      |     |         |   |    |    |  |
| 1980 | APU  | FRS   | AD    | AD    | 2,93  | 38,97    | 27,16 | 26,06 |      |       |      |     |         |   |    |    |  |
| 1983 | APU  | 33,24 | 14,20 | 6,02  | 1,78  | 40,99    |       |       |      |       |      |     |         |   |    |    |  |
| 1985 | APU  | 17,67 | 17,11 | 4,50  | 1,82  | 34,10    | 21,31 |       |      |       |      |     |         |   |    |    |  |
| 1987 | CDU  | 19,03 | 35,59 | 1,94  | 1,62  | 28,90    | 8,31  |       |      |       |      |     |         |   |    |    |  |
| 1991 | CDU  | 29,76 | 36,53 | 2,72  |       | 21,79    | 0,87  | 2,75  |      |       |      |     |         |   |    |    |  |
| 1995 | CDU  | 45,00 | 20,45 | 7,60  | 0,78  | 21,53    |       | 0,15  |      |       |      |     |         |   |    |    |  |
| 1999 | CDU  | 43,17 | 19,93 | 6,20  |       | 22,13    | 0,19  | 4,34  |      |       |      |     |         |   |    |    |  |
| 2002 | CDU  | 39,83 | 26,70 | 6,79  | 17,63 |          | 5,22  |       |      |       |      |     |         |   |    |    |  |
| 2005 | CDU  | 43,90 | 17,87 | 5,59  | 17,42 | 10,29    |       |       |      |       |      |     |         |   |    |    |  |
| 2009 | CDU  | 35,57 | 18,57 | 9,09  | 17,36 | 13,12    |       |       |      |       |      |     |         |   |    |    |  |
| 2011 | CDU  | 27,94 | 27,49 | 12,32 | 17,01 | 6,62     | 1,65  |       |      |       |      |     |         |   |    |    |  |
| 2015 | CDU  | 35,86 | CDS   | PSD   | 16,32 | 12,26    | 2,11  | 24,76 | 1,07 |       |      |     |         |   |    |    |  |
| 2019 | CDU  | 38,92 | 15,81 | 3,00  | 14,09 | 11,87    | 4,95  |       | 1,49 | 1,54  | 1,38 |     |         |   |    |    |  |
| 2022 | CDU  | 45,68 | 17,48 | 1,13  | 9,07  | 5,99     | 2,24  | 1,81  | 7,42 | 5,87  |      |     |         |   |    |    |  |
| 2024 | CDU  | 32,05 | AD    | AD    | 6,97  | 19,34    | 6,02  | 2,71  | 5,32 | 16,84 | 5,67 |     |         |   |    |    |  |

## Infraestruturas

### Educação
O concelho de Almada dispõe de uma ampla rede de estabelecimento que vai desde o ensino pré-escolar ao ensino superior, passando pelo ensino profissional, ensino sénior e escolas noturnas.
Escolas
A rede educativa de Almada é constituída por 129 escolas (60 da rede pública e 69 da rede privada). Apresenta também ofertas formativas não formais, como a Academia de Música de Almada ou um pólo do Centro de Arte e Comunicação Visual (Ar.Co).
Ensino superior
Almada é o 2º maior polo universitário da Área Metropolitana de Lisboa, constituída por 4 instituições onde estão inscritos cerca de 12 mil alunos:
- Faculdade de Ciências e Tecnologia da Universidade Nova de Lisboa
- Instituto Piaget (inclui a Escola Superior de Educação Jean Piaget de Almada e o Instituto Superior de Estudos Interculturais e Transdisciplinares)
- Instituto Universitário Egas Moniz
- Escola de Tecnologias Navais

Bibliotecas
Almada dispõe da Biblioteca Central, no Fórum Municipal Romeu Correia (1997) que é composta por uma Sala de leitura geral, uma sala Infanto-Juvenil, uma sala polivalente (Sala Pablo Neruda), uma Sala de Audiovisuais, Átrio e Bar.
Em 2009 foi inaugurada, na freguesia do Feijó, a Biblioteca Municipal José Saramago equipada com várias áreas de distintas valências que vai desde uma área de consulta de periódicos, uma sala polivalente destinada a exposições, conferências ou reuniões até áreas destinadas aos mais novos.
A Biblioteca Municipal José Saramago tem ainda uma área dedicada à multimédia com acesso à internet.
Em 2013 é inaugurada a Biblioteca Municipal Maria Lamas no Monte de Caparica.
Existe também o Arquivo Histórico, com documentação datada desde XVI até XX, disponível para consulta de forma a preservar a memória da história da cidade.

### Saúde
Em 1991 é inaugurado o Hospital Garcia de Orta, o único Hospital Público do concelho de Almada que serve também o concelho do Seixal.
Hospitais:
- Hospital Garcia de Orta
- Hospital Particular de Almada

Centros de Saúde:
- Unidade de saúde Rainha Dona Leonor
- Unidade de saúde familiar da Cova da Piedade
- Unidade de saúde Monte de Caparica
- Unidade de saúde familiar da Sobreda
- Unidade de saúde familiar São João do Pragal
- Unidade de saúde da Costa da Caparica
- Unidade de saúde da Trafaria
- Unidade de saúde de Santo António
- Unidade de saúde do Laranjeiro
- Unidade de saúde Xavier de Noronha
- Unidade de saúde familiar do Feijó

Saúde privada
- No sector privado, existe uma ampla oferta de empresas, que prestam cuidados de saúde.

Farmácias
- O concelho de Almada tem 42 farmácias repartidas pelas 5 freguesias do concelho. Estas farmácias efectuam serviços permanentes.

Instituto:
- Instituto de Cardiologia Preventiva de Almada

A informação de saúde acima referida, tem por fonte a Janela da Saúde.

### Transportes

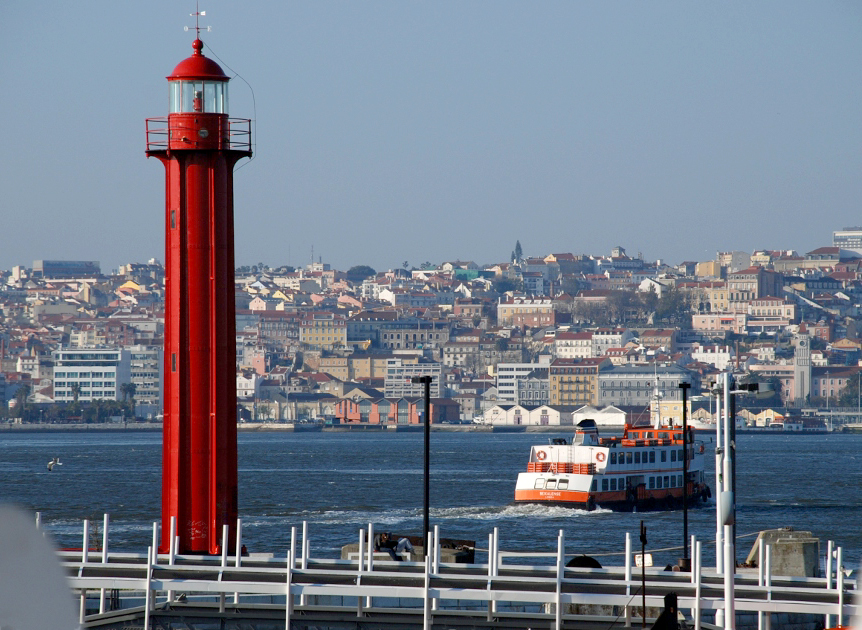
Farol de Cacilhas e um Cacilheiro, barco que efectua a travessia do rio Tejo da margem de Almada até Lisboa.

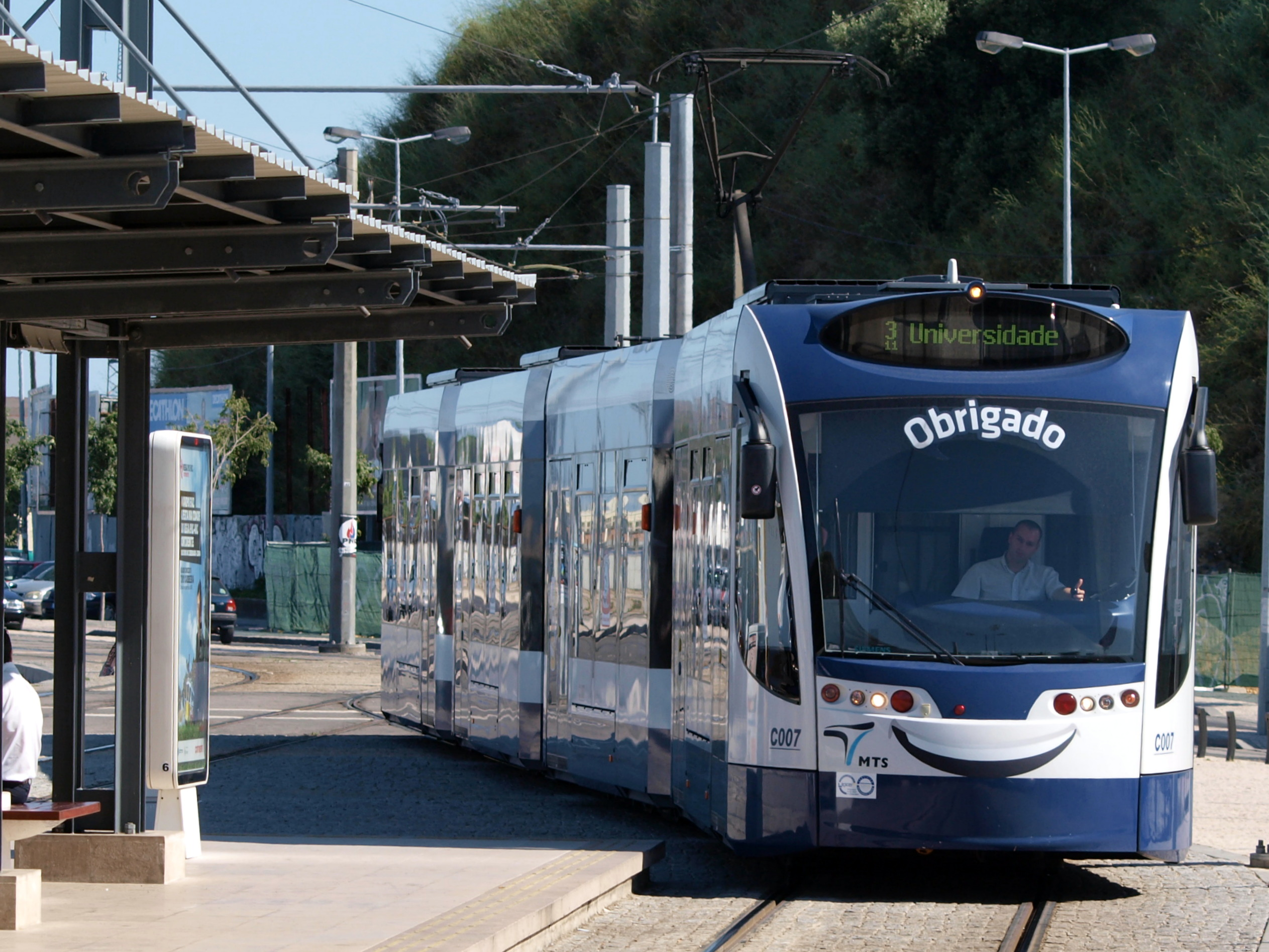
O Metro Sul do Tejo.

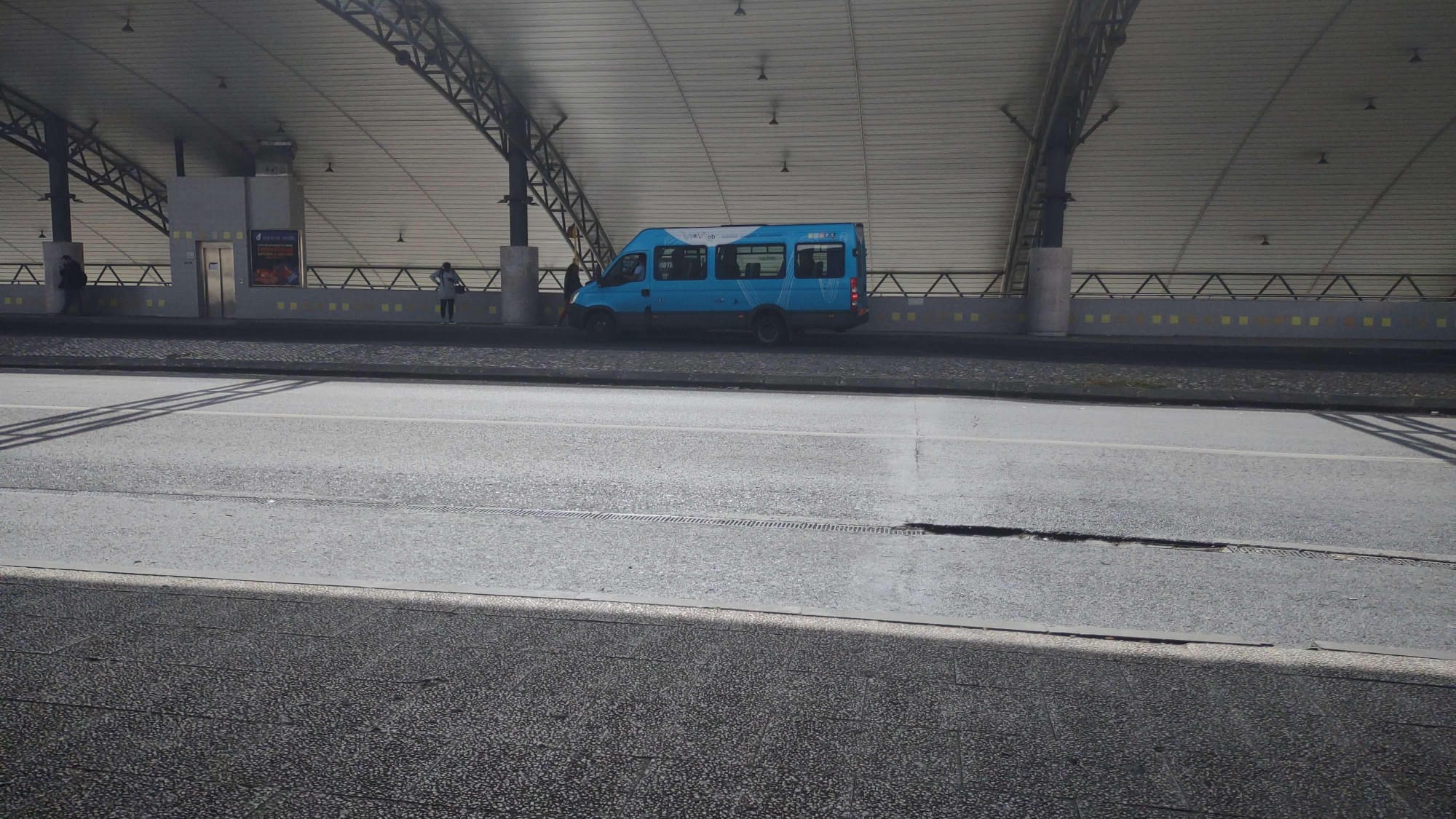
Autocarro da WeMob na Estação do Pragal, em 2023.

Almada é servida de uma vasta rede de transportes públicos:
- Os autocarros são operados pela Carris Metropolitana, salvo por uma carreira da Carris, a 753, que liga o Centro Sul (Estação de Metro da Cova da Piedade) à Praça José Fontana, passando pelo Marquês de Pombal.
Também a Câmara Municipal de Almada disponibiliza desde 2010[16] um serviço de autocarros, parcialmente gratuito desde 2015[17] e totalmente a partir de 2018,[18] operados pela empresa municipal WeMob (até 2020: Ecalma)[19] sob o nome Flexibus. Até 2022, o serviço da Flexibus contava com duas rotas: uma pelo centro de Almada (Rota de Almada) e outra pelo Monte de Caparica (Rota da Pêra). Quando a Carris Metropolitana começou a operar em Almada, a rota de Almada foi transferida para a Carris Metropolitana, passando a ter um número próprio. Em 2024, foi inaugurada a terceira rota, que liga o Lazarim à Costa da Caparica.

| percurso                                                  | obs.                                                                     | datas     | fontes               |
| --------------------------------------------------------- | ------------------------------------------------------------------------ | --------- | -------------------- |
| A Almada (Pç. Gil Vicente) ↺ Almada Velha                 | substituída pela 3005                                                    | 2015-2022 | [ 17 ] [ 20 ]        |
| C Lazarim (Alma Sã) ⇆ Costa da Caparica (Centro de Saúde) |                                                                          | 2024-     | [ 21 ]               |
| P Porto Brandão ⇆ Pragal                                  | Entre 2011 até 2022, circulava entre Flor da Quinta (APPACDM) e o Pragal | 2011-     | [ 16 ] [ 20 ] [ 21 ] |

- Também conta com uma rede de elétricos em formato de "Y", o Metro Sul do Tejo, que conta com 3 linhas criadas e 19 paragens.
- Almada conta com uma estação ferroviária, situada no Pragal, servida pelos serviços Intercidades da CP e suburbanos da Fertagus, que fazem ligação de comboio a Lisboa através da Ponte 25 de Abril.
- Almada conta também com três estações fluviais (Cacilhas, Porto Brandão e Trafaria), todas operadas pela Transtejo com ligações a Lisboa.

### Espaços desportivos
Por todo o município de Almada existem várias instalações desportivas que permitem a prática de uma grande variedade de modalidades:
- Pista Municipal de Atletismo
- Estádio Municipal José Martins Vieira
- Complexo Municipal dos Desportos Cidade de Almada no Feijó
- Complexo Municipal de Piscinas na Caparica
- Complexo Municipal de Piscinas na Charneca de Caparica
- Complexo Municipal de Piscinas na Sobreda
- Pavilhão Municipal da Costa da Caparica
- Pavilhão Municipal do Laranjeiro
- 80 clubes e coletividades com modalidades desportivas Campos de ténis

(7 municipais e 8 geridos por clubes, associações desportivas e privados)
- Campos de golfe (2 na Herdade da Aroeira e 1 no Hotel Aldeia dos Capuchos)

## Cultura

### Espaços culturais
Em Almada encontram-se vários espaços culturais, museus e monumentos, dos quais podemos destacar o Santuário Nacional de Cristo Rei, uma das principais atrações turísticas a 215 metros acima do nível da água do mar, o Palácio/Casa da Cerca — Centro de Arte Contemporânea, que tem como principal função a divulgação de arte contemporânea (desde 1993), o Museu da Cidade, O Convento dos Capuchos e o Teatro Municipal Joaquim Benite.
Outros espaços culturais e lazer:
- Galeria Municipal de Arte
- Galeria Municipal de Arte na Costa da Caparica
- Museu da Cidade
- Oficina de Cultura
- Museu da Música Filarmónica
- Museu Naval
- Núcleo de Arqueologia e História
- Solar dos Zagallos
- Galeria de Arte da Imargem (Associação dos Artistas Plásticas do Concelho de Almada)
- Auditório Costa da Caparica (Associação Gandaia)
- Núcleo Medieval Moderno
- Centro de Interpretação de Almada Velha (CIAV)
- Café Central de Almada

### Música
Almada tem sido berço de grandes grupos musicais e cantores a nível nacional. Alguns exemplos são as bandas UHF, Da Weasel,Tim (músico) da banda Xutos e Pontapés, Sara Tavares, Braindead, parte dos Noctivagus e mais recentemente, os O'queStrada e parte dos Melech Mechaya.

### Personalidades
Artistas:
- Ana Nave — Atriz
- Anabela — Cantora

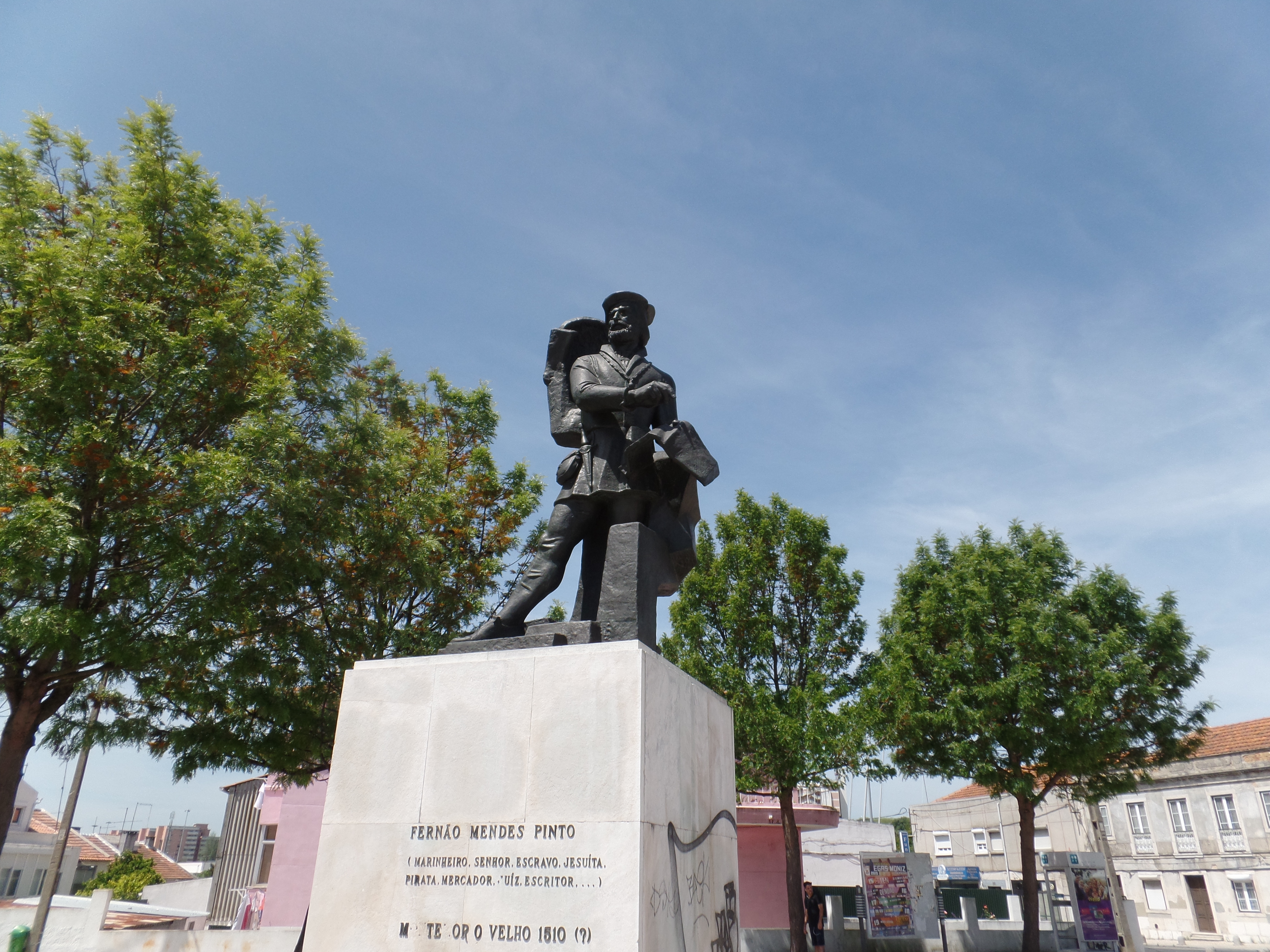
Escultura de Fernão Mendes Pinto na zona do Pragal, em Almada.

- Angélico Vieira — Cantor (falecido)
- António Manuel Ribeiro — Cantor e Poeta
- Carlos Pacman Nobre — Cantor
- Fernão Mendes Pinto — Escritor (séc. XVI)
- Fernando Jorge Lopes — Ator
- José Jorge Duarte — Ator e Encenador
- Micaela — Cantora
- Pedro Fernandes — Humorista/Apresentador
- Romeu Correia — Escritor e Antigo Desportista
- Rui Unas — Ator, Humorista e Apresentador de televisão
- São José Correia — Atriz
- Sara Tavares — Cantora
- Diogo Batáguas — Humorista

Desportistas:
- Almerinda Correia — Antiga Velocista e atleta do Arremesso do Peso
- André Horta — Futebolista
- Arnaldo Abrantes — Velocista
- Carlos Sousa — Piloto de Rali
- Luís Figo — Antigo Futebolista
- Ricardo Horta — Futebolista
- Romeu Correia — Escritor e Antigo Desportista
- Silvestre Varela — Futebolista
- Telma Monteiro — Judoca
- Miguel Oliveira — Piloto de MotoGP

Outras Áreas:
- Elvira Fortunato — Cientista
- Lourenço Pires de Távora — Diplomata
- Henrique Caetano de Sousa — Político português revolucionário
- Manuela Ramalho Eanes — Presidente honorária do Instituto de Apoio à Criança e antiga primeira dama

## Património
Almada é conhecida por atracções especiais que são consequência da sua geografia, nomeadamente as praias, a zona ribeirinha e o centro histórico de Almada Velha.

### Santuário Nacional de Cristo Rei
Em 1959, a cidade de Almada inaugurou um monumento dedicado ao Sagrado Coração de Jesus que se veio a tornar no actual famoso Santuário Nacional de Cristo Rei. Este santuário forma, na actualidade, o triângulo de ouro da Península Ibérica, em termos religiosos, juntamente com o Santuário de Nossa Senhora de Fátima e com a Catedral de Santiago de Compostela em Espanha. Possui uma vista panorâmica de 360 graus a 215 metros acima do nível do mar, e tornou-se numa visita obrigatória pelos peregrinos cristãos todos os anos. No seu interior existe uma capela dedicada aos confidentes de Jesus e onde se podem venerar as relíquias de São João Eudes, Santa Margarida Maria de Alacoque, Santa Faustina Kowalska e da Bem-aventurada Irmã Maria do Divino Coração.

### Convento e Jardim dos Capuchos

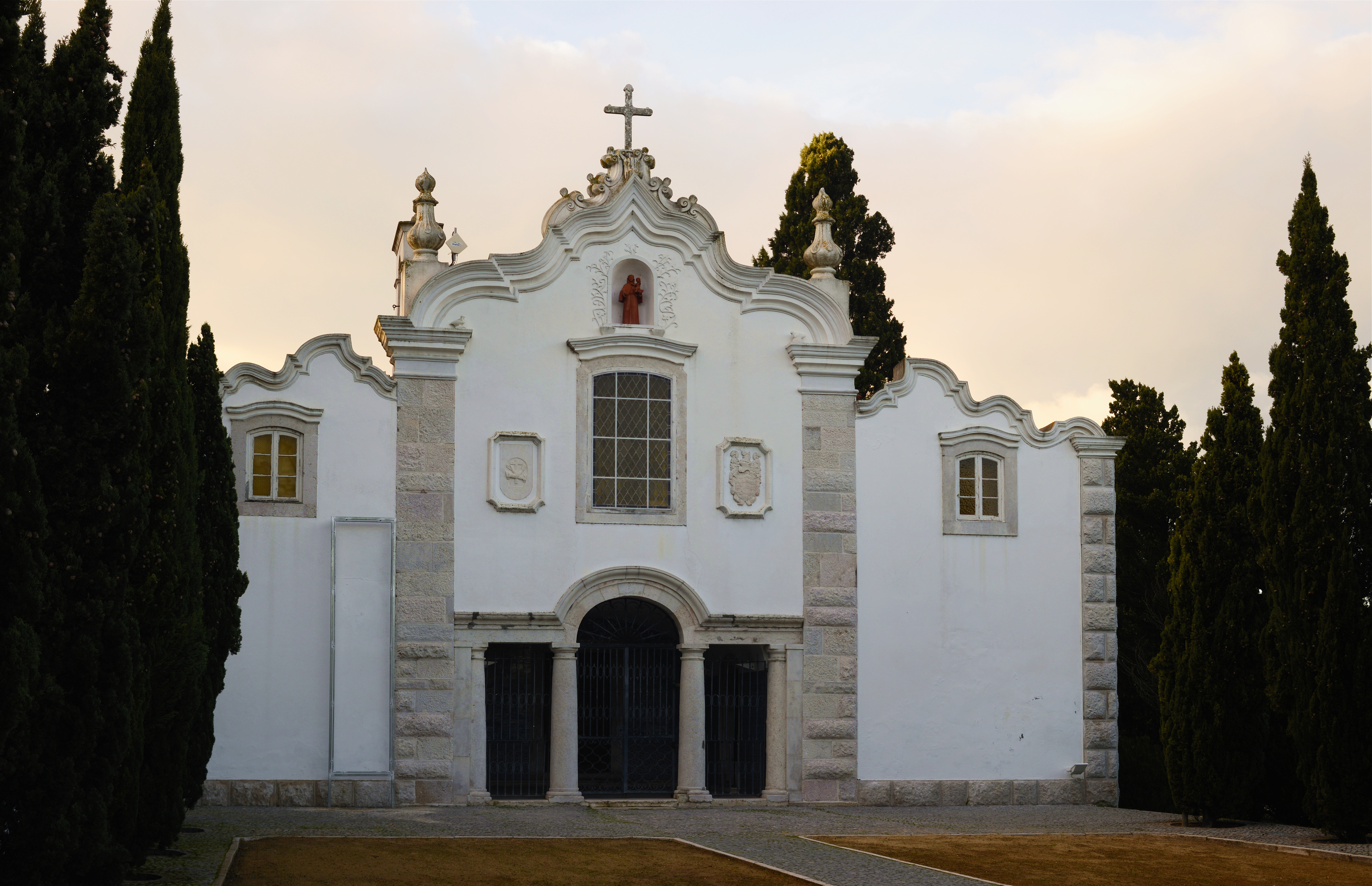
Fachada do Convento dos Capuchos na Costa da Caparica.

O Convento dos Capuchos é um antigo convento da Ordem dos Frades Franciscanos Capuchinhos que fica localizado na área da Paisagem Protegida da Arriba Fóssil da Costa da Caparica e a partir do qual se pode observar não só a sua extensa costa de praia da Costa da Caparica, mas até os arredores, avistando-se dele uma esplêndida paisagem da Costa de Lisboa, do Estoril e de Cascais. Este convento foi mandado edificar por Lourenço Pires de Távora em 1558. Possui ao redor o Jardim dos Capuchos.

### Monte da Cruz

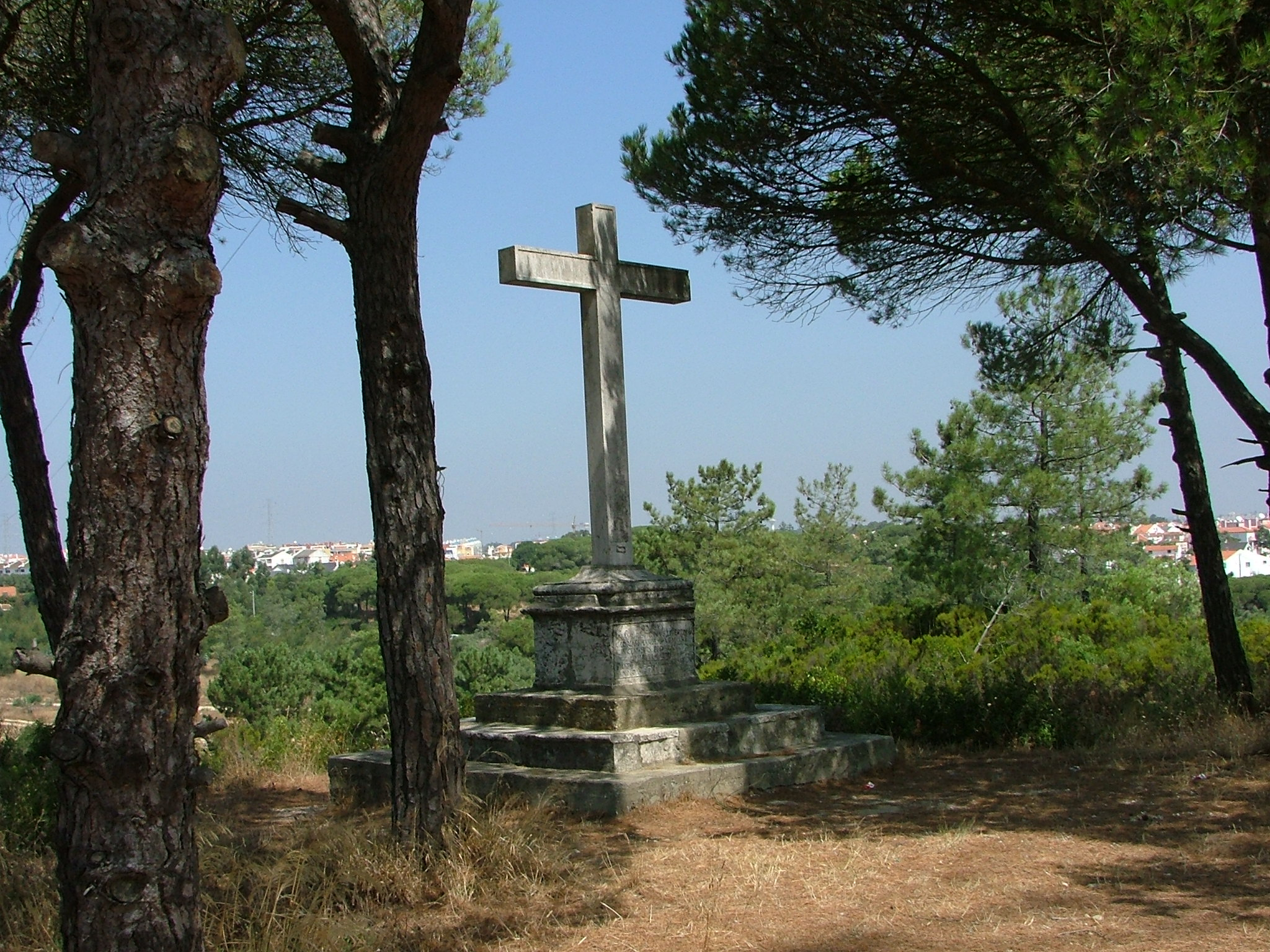
O cruzeiro do Monte da Cruz na Charneca de Caparica.

O Monte da Cruz é um famoso outeiro situado na Quinta de Vale do Rosal na localidade de Charneca de Caparica e onde se encontra erigida uma imponente cruz de pedra seiscentista, assinalando às gerações vindouras aqueles que pela sua fé foram martirizados e mortos, decorria o ano de 1570.
De acordo com os registos existentes, o solo deste local encontra-se consagrado desde o século XVI.
O cruzeiro foi colocado neste monte, local onde outrora existira uma das cinco cruzes de madeira que faziam parte do caminho que os religiosos jesuítas percorriam em oração, muitas vezes em ladainhas cantadas. O mesmo aconteceu quando o Padre Dom Inácio de Azevedo aqui se instalou com um esquadrão de noviços para a sua preparação física e espiritual para depois seguirem os caminhos da evangelização do Brasil, os quais se tornaram, mais tarde, em famosos mártires cristãos (conhecidos como "os Quarenta Mártires do Brasil").

### Praias

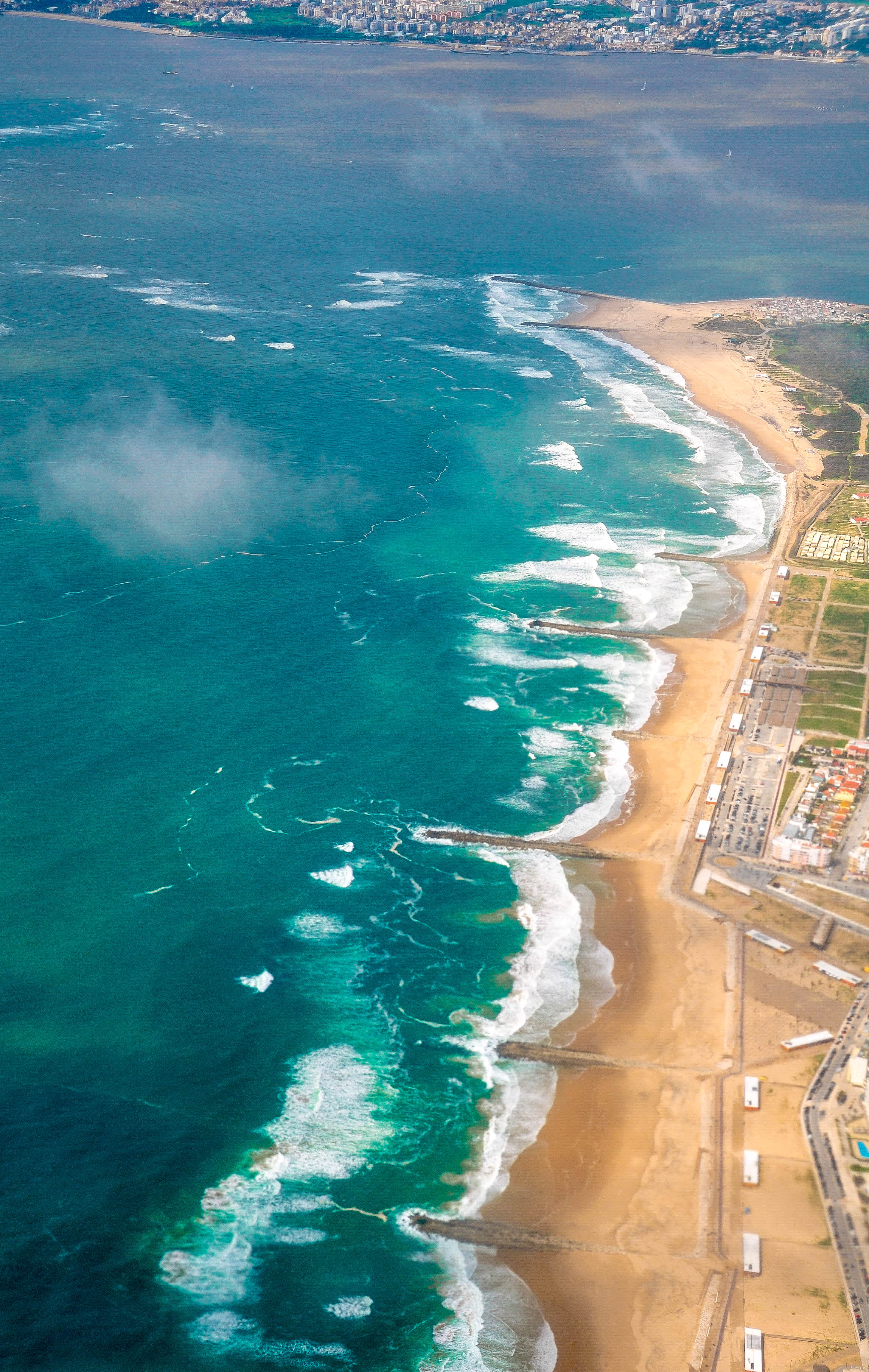
As praias da Costa da Caparica.

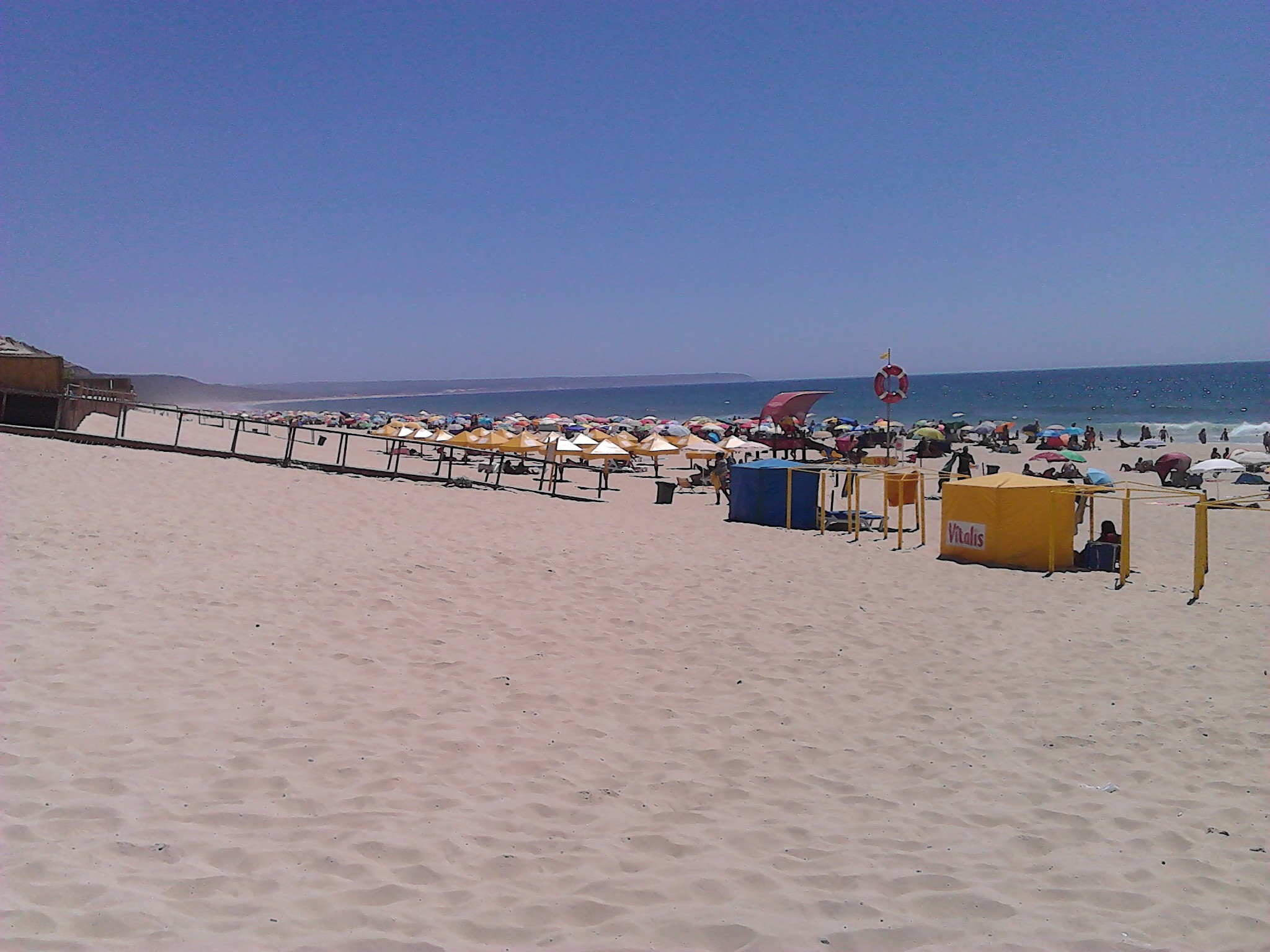
O extenso areal da Fonte da Telha.

As extensas praias do concelho de Almada (desde a Costa da Caparica à Fonte da Telha) que abrangem cerca de 13 km de costa, possuem excelentes condições para a prática de desportos de mar como o Surf, o Kit-Surf, Windsurf, Bodyboard. Ao longo das praias existem vários bares e restaurantes que oferecem o melhor da gastronomia local. As praias da Costa da Caparica são as mais conhecidas e frequentadas.

### Zona ribeirinha
Graças à sua localização banhada pelo rio Tejo, torna a zona ribeirinha bastante interessante para quem lá passa. Diversos restaurantes tiram partido da fantástica vista sobre Lisboa e oferecem uma gastronomia típica, tendo como base o os pratos de peixe. A zona de Cacilhas, ponto de embarque para quem viaja de barco entre Almada e Lisboa, é também um ponto de restauração importante do concelho. É aqui, na renovada Rua Cândido dos Reis que se situa o Centro Municipal de Turismo.

### Parques e jardins
Almada também possui um importante conjunto de parques e jardins urbanos, sendo o Parque da Paz o maior e considerado um dos melhores parques do país, concebido pelo Arquitecto Sidónio Pardal, situado no Feijó , tem uma dimensão de 60 hectares. No concelho de Almada existe ainda o Pinhal da Aroeira e o valioso património natural da Mata Nacional dos Medos, ou Pinhal do Rei, localizado em frente ao mar, inserido na Paisagem Protegida da Arriba Fóssil da Costa da Caparica que possui 338 hectares.
Outros parques e jardins:
- Jardim Botânico Chão das Artes
- Palácio/Casa da Cerca — Centro de Arte Contemporânea
- Jardim do Castelo de Almada
- Jardim dos Capuchos
- Jardim da Cova da Piedade
- Jardim da Criança
- Jardim Doutor Alberto Araújo
- Jardim do Rio
- Paisagem Protegida da Arriba Fóssil da Costa da Caparica
- Parque Urbano Comandante Júlio Ferraz
- Jardim Urbano da Costa da Caparica
- Parque Multiusos da Sobreda
- Parque Aventura da Charneca de Caparica
- Parque Urbano das Quintinhas na Charneca de Caparica

### Zona comercial
A 17 de setembro de 2002, foi inaugurado no Feijó, o Centro Comercial Almada Forum. Até então Almada não tinha uma grande superfície comercial, o que veio dinamizar o dia-a-dia dos moradores e visitantes da cidade.
Em 2003 classificado como o melhor centro comercial da Europa tem como preocupação base a proteção ambiental, desenvolvendo atividades e alertando para assuntos desse interesse. Com 248 lojas, 35 restaurantes e 1 hipermercado, associado a um parque de estacionamento gratuito.

## Galeria de fotos

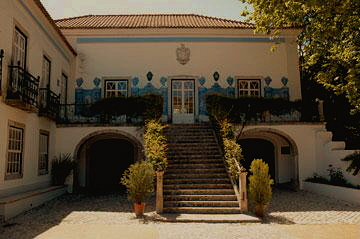
Solar dos Zagallos
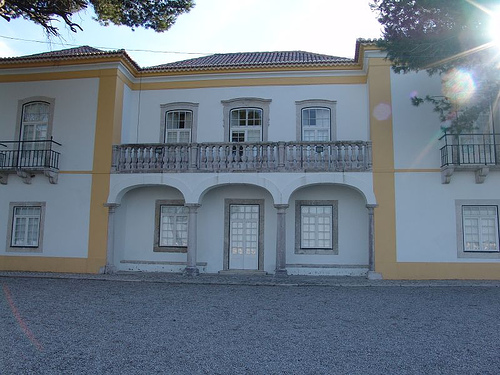
Palácio da Cerca
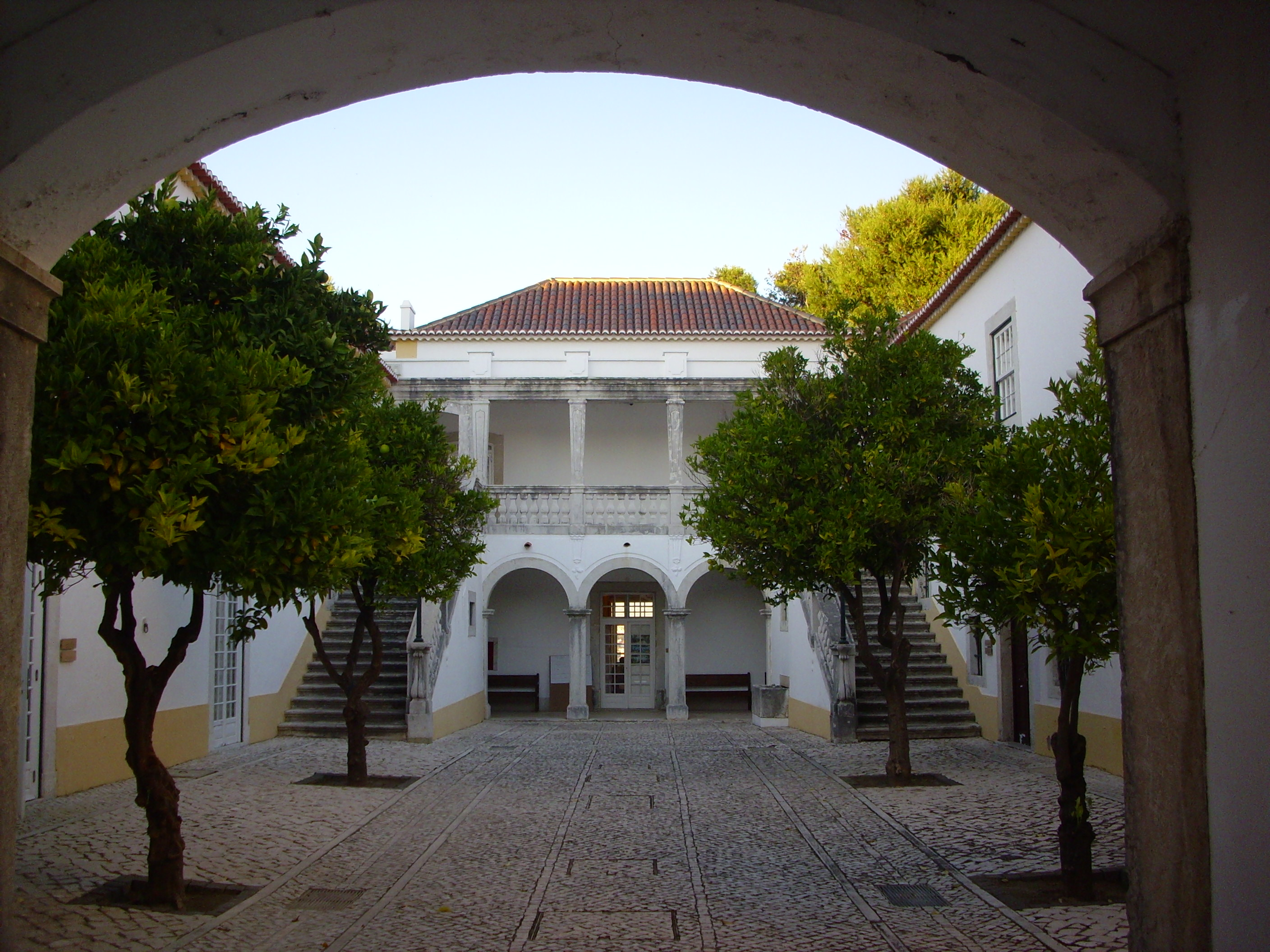
Jardim do Palácio da Cerca
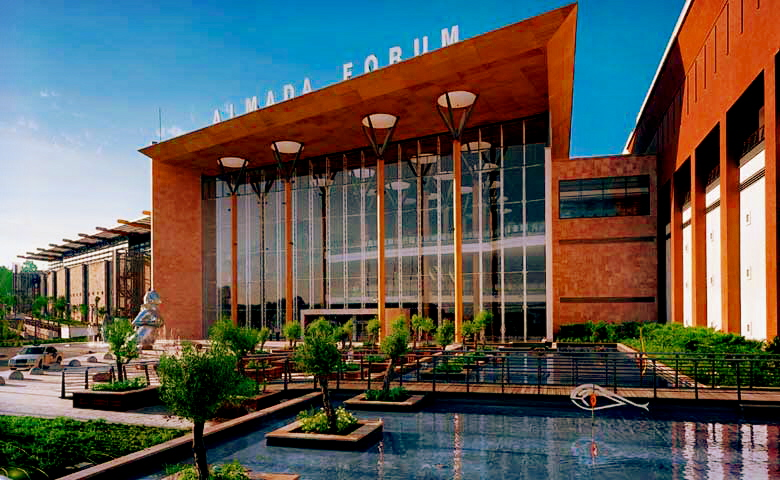
Almada Fórum

## Geminações
A cidade de Almada é geminada com as seguintes cidades:
- Porto Amboim, Cuanza Sul, Angola
- Sal, Ilha do Sal, Cabo Verde
- Regla, La Habana, Cuba
- Ostrava, República Checa